# تاريخ أوروبا

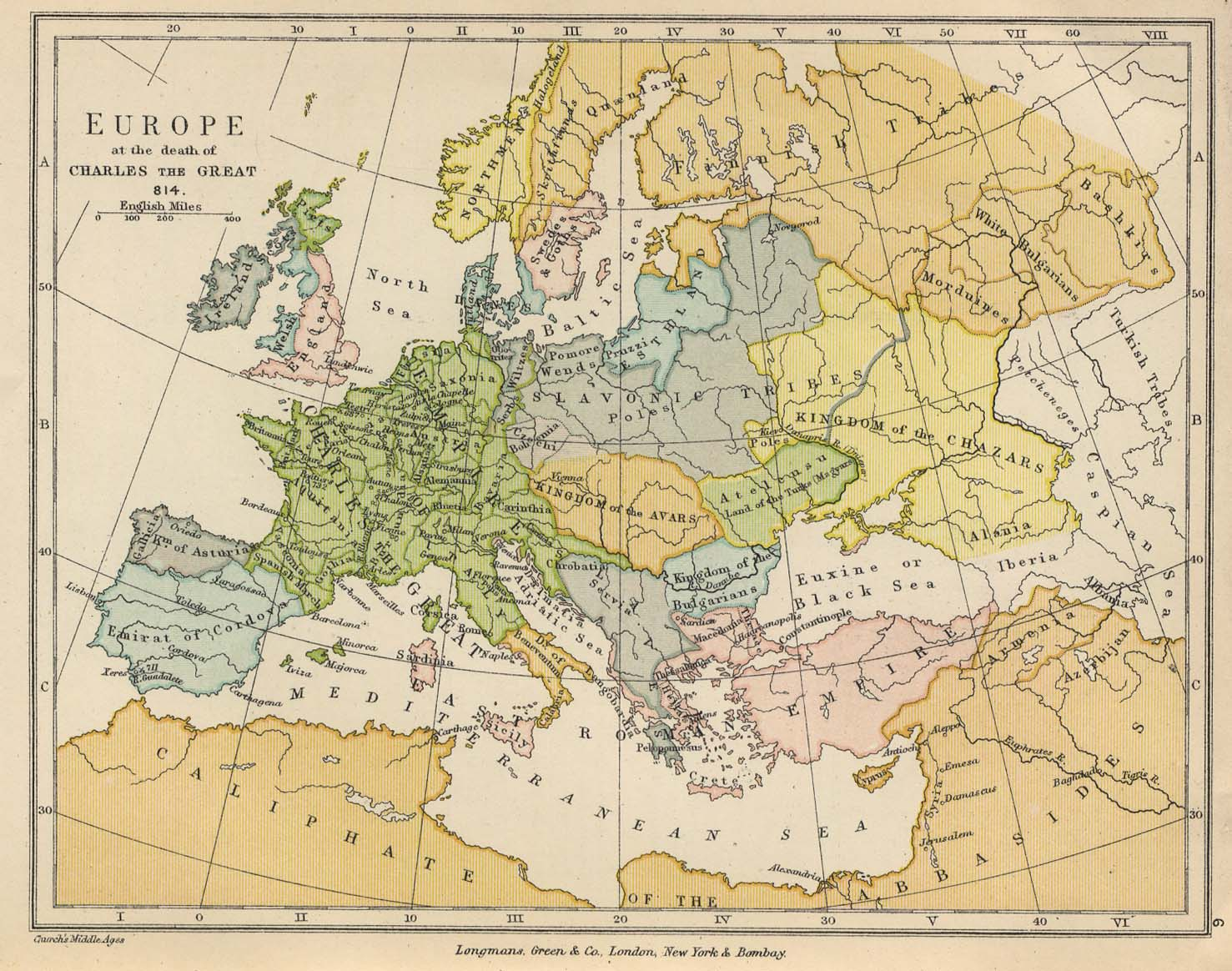
خريطة أوروبا عام 814

كلمة أوروبا ترجع لاسم إيروبا ابنة مدينة صور في لبنان (بالإنجليزية: Phoenix)‏ وتقول الأساطير الإغريقية أنّ التسمية ترجع لكلمة إيرب (بالإنجليزية: Ereb)‏ الفينيقية التي معناها غروب الشمس الأميرة الفينيفيّة من شواطئ صور في جنوب لبنان التي أحبها زيوس وأصبحت أشهر عشيقاته وسمى مملكته أي قارة أوروبا باسمها. وأما القارة أوروبا فتعتبر مركزاً هاماً للثقافة والاقتصاد.
ترجع معظم اللغات الأوربية إلى اللغة الآرية ماعدا لغة ويلز واسكتلندا وإيرلندة وبريطانيا. لأن أصل لغتهم هي اللغة السلتية.

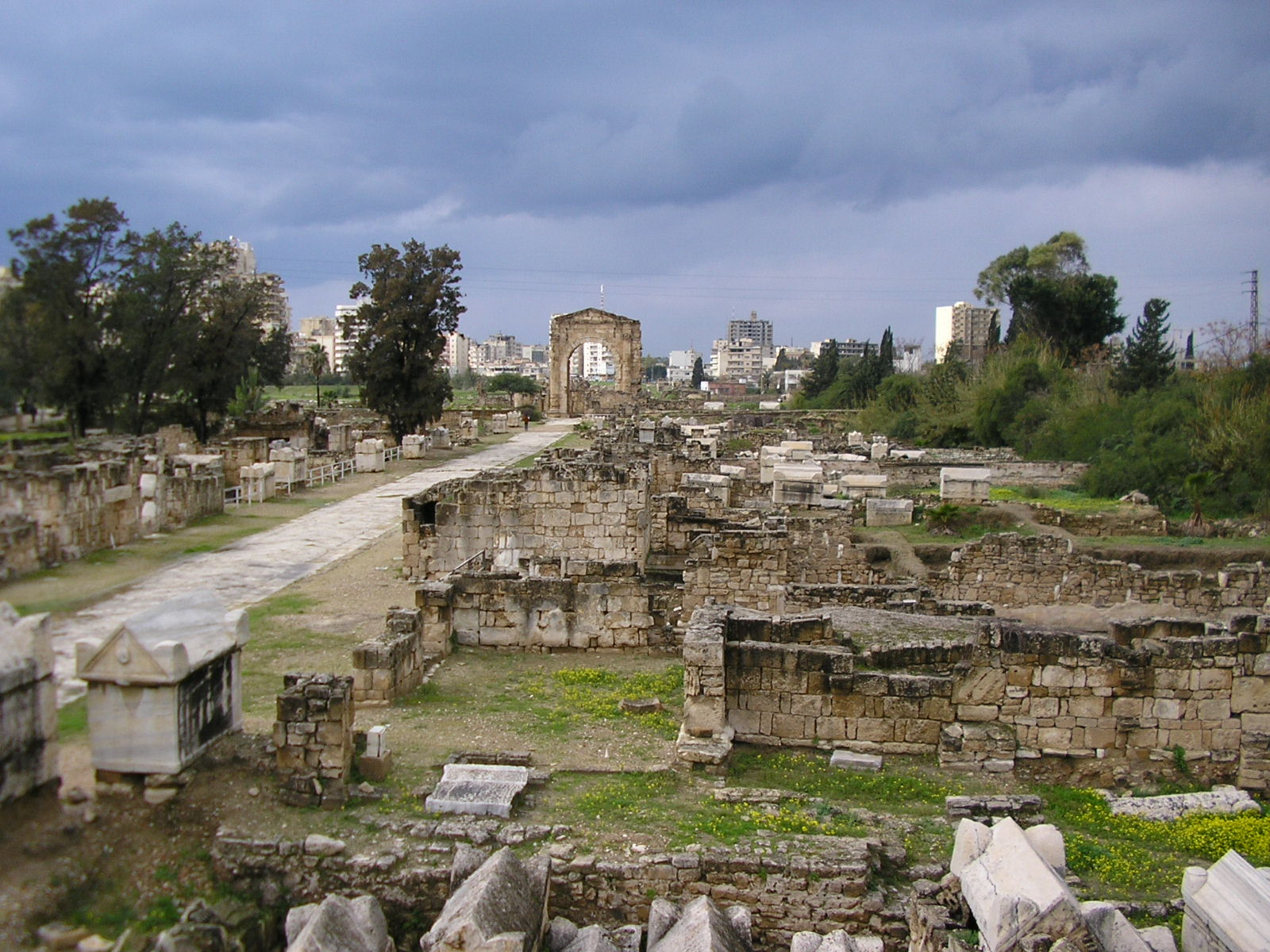
المدينة اللبنانية حيث ولدت الأميرة الفينيقية أوروبا

عاش سكان أوروبا في العصر النيوليتي علي صيد الأسماك والحيوانات. وفي العصر النيوليتي (مادة) قاموا بتربية الحيوانات والزراعة. وبدأ في كريت تعدين البرونز سنة 3000 ق.م وقد نقلت عن المصريين والفينيقيين. ووصلت الصناعة التعدينية إلى ألمانيا وبريطانيا سنة 2000 ق.م. وأقام اليونانيون الحضارة الميسينية سنة 1400ق.م.. وهذه الحضارة انتقلت لشمال وغرب أوروبا. وفي سنة 700ق.م. انتشرت في أوروبا الأبجدية الفينيقية والنقود من آسيا الصغرى. وفي القرنين 6- 4 ق.م. قامت الحضارة الإغريقية. وفي القرن الثالث ق.م. قامت الحضارة ظهرت الحضارة الرومانية في شبه جزيرة إيطاليا وظلت حتى القرن الثاني ق.م. وقد اندمجت فيها الثقافة الإغريقية.
ولقد كان الإغريق القدماء والرومان قد أقاموا حضارات كبرى اشتهرت بالفلسفة والآداب والفنون الجميلة والحكومة والإدارة. وأصل الأوربيين قد نزحوا من الشرق في شكل موجات مهاجرة عبر آراضي آسيا الصغري للبلقان بشرق أوروبا أو من حول البحر الأسود سعيا وراء الكلأ منذ عصر ماقبل التاريخ.
فلقد ظهر الإنسان العاقل Homo sapiens بأوربا في أواخر العصر الحجري. وكان قناصا وجامعا للثمار. وقد خلف وراءه آثاره التي يرجع تاريخها 25 ألف إلى 10 آلاف سنة في حوالي 200 كهف معظمها في أسبانيا وفرنسا. وفي العصر الحجري الحديث بدأ إنسان أوروبا في ممارسة الزراعة لتحل محل الصيد. وخلال الألفية السادسة ق.م. انتشرت الزراعة في غرب أوروبا. وهذه الحضارات النيوليثية قد بدأت عام 5000ق.م. حيث أقامت النصب الحجرية العملاقة. وظهرت في هذه الفترة ثقافات الدانوب والبلقان بصربيا واليونان القديمة التي تميزت بالقري الحصينة. وقد أظهرت الحفريات بهذه المناطق الحضارية بالبلقان ان النحاس كان مستعملا منذ 4000ق.م.أثناء حضارة فينشا Vinča culture. وأثناء هذه الفترة كان يجلب العتير من بحر البلطيق وكان له أهميته.
وأثناء الألفية الثالثة ق.م اكتشف النحاس والقصدير بكميات في بوهيميا (التشيك) بوسط أوروبا وصنع منهما البرونز. وكانت المقابر الملكية والطبقة الراقية في هذه الفترة عبارة عن لحود فوقها التراب. لكن في أواخر الألفية الثانية كان حرق الموتي ووضع الرماد في قوارير urn وكانت هذه عادة متبعة في حضارة إبرنفيلد urnfield culture. وحتى الآن لايعرف كيف نشأت اللغة الهندو اوربية في القارة الأوربية. ويقال أن الهندو أوربيين قد عاشوا بشمال البحر الأسود سنة 2500ق.م. وانتشروا بالبلقان بعد غزوها واحضروا معهم الخيول لأوربا سنة 2200ق.م. قد انتشروا بعدها لبقية أوروبا أثناء منتصف العصر البرونزي. وكانت أول حضارة ظهرت في أوروبا كانت بجزيرة كريت أثناء الألفية الثانية ق.م. وفي عصر الحديد الذي بدأ سنة 1000ق.م. كانت حضارة إيرنفيلد التي امتدت الطرف الرئيسية علي الأنهار مما أدت إلى تكوين مجموعات بشرية كالسلت والسلاف والمتكلمين بالإيطالية والليرياتيين Illyrians.
كما ظهرت بشمال إيطاليا حضارة فيلانوفان ما بين 1000ق.م. و700ق.م. وأصبح لها أهميتها وظهرت حضارة مشابهة هي حضارة هالشتات Hallstatt ما بين القرنين 8 ق.م. و5 ق.م التي انتشرت نع السلت في معظم غرب أوروبا ما بين القرنين 7 ق.م. و4 ق.م. وكان السلت تعرف حضارتهم بحضارة اللاتين La Tène التي أخذت الكثير من حضارة هاللشتات. وأخذت الشعوب الجرمانية Germanic Peoples تنتشر من جنوب إسكندينافيا والبلطيق منذ سنة 500ق.م. وفي سنة 800ق.م.بدأت تبزغ الحضارة الإغريقية يعد هجوم الدوريون ولكن بطريقة تخالف الميسينيون. وهذا بفضل الفينيقيين الذين أقاموا مراكز تجارية وحضارية في البحر الأبيض المتوسط. ونشروا عناصر تجاه الغرب. فنقل عنهم الإغريق الأبجدية. لكنهم أضافوا لها حروف العلة.
وفي القرن 8ق.م. بدأ الإغريق ينتشرون بمستعمراتهم ولاسيما في جنوبي إيطاليا. وفي القرن الذي يليه بلغت الحضارة الهيللية وكان للتبادل التجاري بين هذه المناطق المحتلة والإغريق قد أسفر عن انتشار الثقافة الإغريقية. وكانوا يخشون علي ميراثهم الحضاري معتبرين غيرهم برابرة.
ومعظم المجموعات العرقية في غرب أوروبا بما فيها الإتروسكان Etruscans الذين أقاموا حضارة فيللانوفان Villanovans قد توائموا مع الثقافة الإغريقية. وبعض المراكز الإغريقية كأثينا قد تطورت للديموقراطية بالقرن 5 ق.م.وفي هذه الفترة كان اليونان مهددة من الخطر الفارسي ولاسيما وأن آسيا الصغري قد خضعت للفرس الذين هاجموا اليونان عام 490 ق.م.وبعد طردهم عام 479 ق.م. أصبحت أثينا الديموقراطية القوة العظمي في العالم الإغريقي. فأقيمت إمبراطورية أثينا في منطقة بحر إيجه مما حقق تكاملا ثقافيا واقتصاديا في القرن 5 ق.م. الذي يعتبر العصر الذهبي التقليدي للحضارة الإغريقية. بعدها تفشت النزاعات الداخلية بين المدن اليونانية حتى ظهرت قوة مقدونيا بشمال اليونان علي يد فيليب وابنه الإسكندر الأكبر(مادة) من بعده بالقرن 4 ق.م حيث وحدا اليونان ومقدونيا وأستولى الإسكندر علي مصر والشام وبلاد الفرس حتى الهند. ثم قضي الرومان هذه الإمبراطورية الهيللينية بعدما استولوا علي مقدونيا واليونان بالقرن الثاني ق.م. وإيطاليا غير اليونان في عصر الحديد. فقد كانت منقسمة لعدة مجموعات عرقية ولغوية مطعمة بحضارات العصر النيوليتي المبكر. وكانت هذه المجموعات عبارة عن تنوعات من الهندوأوربيين الذين نزحوا لشمال إيطاليا في الألفية الثانية ق.م. التي توالت علي شبه الجزيرة الإيطالية. وكان غالبية هذه المجموعات من الإيطاليين.
وأكبر حضارة العصر الحديدي كانت حضارة فيلانوفانالتي نشأت في الشمال. وكان لها تأثيرها علي المناطق المحيطة. وكان الإتروسكان قد نزحوا من آسيا الصغري في القرن 10 ق.م. حيث استقروا في وسط وشمال إيطاليا وكونوا حضارة مركبة من الفيلانوفية والعناصر الشرقية ومعهما الحضارة الإغريقية التي استقيت من المساغمرات الإغريقية الجنوبية بما فيها الأبجدية. وفي 753 ق.م. أسست مدينة روما علي نهر التيبر. وكان الرومان شعبا لاتينيا ينتسب للمجموعة الإيطالية. وكانت روما في البداية قرية بدائية احتلها الإتروسكان حتى أواخر القرن 6 ق.م. وأخذ الرومان بعدها في احتلال المناطق المحيطة.
وفي أوائل القرن 4ق.م. هاجموا الغاليين Gauls وهم قبائل من السلت (مادة). وفي بداية القرن 3 ق.م. أخذ الرومان في الاستيلاء علي أجزاء كبيرة من إيطاليا وأصبحت رومانية. والرومان شقوا الطرق ووحدوا لغتهم اللاتينية وحضارتهم وأصبحت روما في مواجهة قرطاج (مادة).وسيطر الرومان علي شمال أفريقيا وجزر غربي البحر الأبيض المتوسط ومقدونيا واليونان تماما في القرن الثاني ق.م. وأصبح البجر الأبيض المتوسط في القرن الأول ق.م. بحيرة رومانية. ونشر الرومان بعدها الطرق لسهولة المواصلات بين أجزاء امبراطوريتهم المترامية وحققوا وحدة حضارتهم. وكان الاختلاط ما بين الحضارتين الهيلينية والرومانية قد اسفر عن ازدواجية لغوية بين المستوطنين في الغرب والإغريق بالشرق. وبعدة حروب أهلية مدمرة تحولت روما من جمهورية إلى إمبراطورية في القرن الأول م. أيام حكم أوجوست. وفي 212 م.كانت عناصر الحضارة الإغريقية الرومانية قد أثرت في القبائل الجرمانية Germanic tribes والسلتية. وفي القرت الثالث م. بدأت الإمبراطورية في الإفول والتحلل.
وفي القرن الرابع ميلادي نقل الإمبراطور قسطنطين العاصمة من روما للقسطنطينية (إستانبول) مؤسسا الإمبراطورية الرومانية الشرقية وتعرضت الإمبراطورية الرومانية الغربية وعاصمتها رومافي القرن الخامس ميلادي لغزو الجرمان مكونين الممالك الجرمانية. واحتفظت الكنيسة بالميراث الروماني. وخلفت الإمبراطورية الرومانية تأثيرها اللغوي اللاتيني حيث تفرعت من اللاتينية الفرنسية والبرتغالية والإيطالية والأسبانية.
وفي القرن السابع ميلادي استولى العرب المسلمون أيام الخلافة الأموية على أسبانبا وأجزاء من جنوب فرنسا. وكان شمال أوروبا قد إستوطنته قبائل الفرنج Franks من غرب أوروبا ما بين القرنين 5 م.و9 م. وكانوا وثنيين قد تحولوا للكاثوليكية وكان يطلق عليهم الكارولنجيون Carolingians. وأشهرملوكهم كان الملك شارلمان ففي عهده أصبح الفرنج سادة غرب أوروبا. وقام بالتبشير للمسيحية. فمملكة الفرنج استطاعت ضم معظم أوروبا وثقافتها داخل حدودها. وهذا لم يحدث منذ الإمبراطورية الرومانية حيث أعلنت الإمبراطورية الرومانية المقدسة تحت سلطة الكنيسة الكاثوليكية.
وفي سنة 1045 م. دخلت أوروبا قترة تحول كبري حيث توقفت هجرة الجرمان والآسيويين واستقرت أوروبا في السكان. وتوسعت التجارة بشكل كبير في إيطاليا وجنوب فرنسا وهولاندا. فالنهضة التي بزغت منذ القرن14 م. كانت فترة إنجازات للفنانين والمعماريين الأوربيين وعصر الاكتشافات الكبري وقتها التي بدأت في القرن 15 م. باكتشافات بحرية للأراضي والبحار المجهولة. وأخذت البرتغال وبريطانيا وفرنسا وأسبانيا تبني إمبراطورياتها الاستعمارية في أفريقيا وآسيا والأمريكتين. وفي القرن 18م. ظهرت صناعات جديدة تظهر وتطورت.
وفي القرن العشرين واجهت أوروبا حربين عالميتين انتهت عام 1945م. بعدهما انقسمت أوروبا لمعسكرين هما المعسكر الشرقي بزعامة الإتحاد السوفيتي والمعسكر الغربي بزعامة الولايات المتحدة الأمريكية وما بين سنتي 1989 و1991إنهارت الكتلة الشرقية بتفكك الاتحاد السوفيتي.

## تاريخ أوروبا
يحوى التاريخ الأوروبي بين طياته عصور ما قبل التاريخ –التي كان يعيش بها الإنسان في قارة أوروبا- وعصور التاريخ التي استمرت حتى الآن. وتؤكد الحفريات الاثرية -التي تعود إلى 35.000 سنة قبل الميلاد -على وجود الإنسان في قارة أوروبا في ذلك الوقت  ونستدل بأسطورة الإلياذة التي كتبها هومير في العصر اليوناني القديم في عام 700 قبل الميلاد والتي تعد كأول مرجع تاريخي في أوروبا وبالإضافة إلى دولة اليونان القديمة فكانت مملكة روما-التي تأسست في القرن الثامن قبل الميلاد واحدة من اعرق وأمجد الحضارات في أوروبا.وفي الوقت الذي انهارت فيه كل من حضارات اليونان القديمة والرومان القديمة في القرن الرابع بعد الميلاد فقد بدأت الديانة المسيحية تؤثر بشكال كبير وفعال على الحضارة والثقافة الأوروبية.
في الوقت الذي عاشت فيه أوروبا فترة من الركود والاضمحلال في بدايات العصور الوسطى فقد تخلفت العديد من الحضارات المتقدمة في الشرق الاوسط واسيا ولكن بعد حركات النهضة والإصلاح التي بدأت في العصر الحديث فقد بدأت أوروبا بالسيطرة على العديد من المناطق من النواحي السياسية، والاقتصادية، والديمقراطية، والتكنولوجية تمهيدا لاحتلالها بعد ذلك.وقد قامت دول أوروبا-التي استخدمت كل هذه القوى-بانشاء مستعمراتها في مختلف القارات وبذلك ضمنت لشعوبها العيش في مستوى معيشى مرتفع وذلك مقارنة بشعوب القارات الأخرى مستغلة للمصادر الاقتصادية لهذه القارات.
ان دول أوروبا-التي هيمنت على العالم من النواحى الاقتصادية والعسكرية والسياسية حتى القرن العشرين- قد سلمت لجام القوى الاقتصادية والعسكرية إلى الولايات المتحدة الأمريكية. وبجانب هذا فقد لحقت العديد من الدول في قارة اسيا مثل اليابان وكوريا وتلاها الصين والهند بركاب التطور والتقدم بقارة أوروبا. وفي غضون ذلك قامت الدول الاوربية بتكوين الاتحاد الأوروبي. حيث يعد الاتحاد الاوروبى-الذي يضم 27 دولة الآن-أكبر قوة اقتصادية في العالم من حيث اجمالى الصادرات والواردت والناتج المحلى الاجمالى

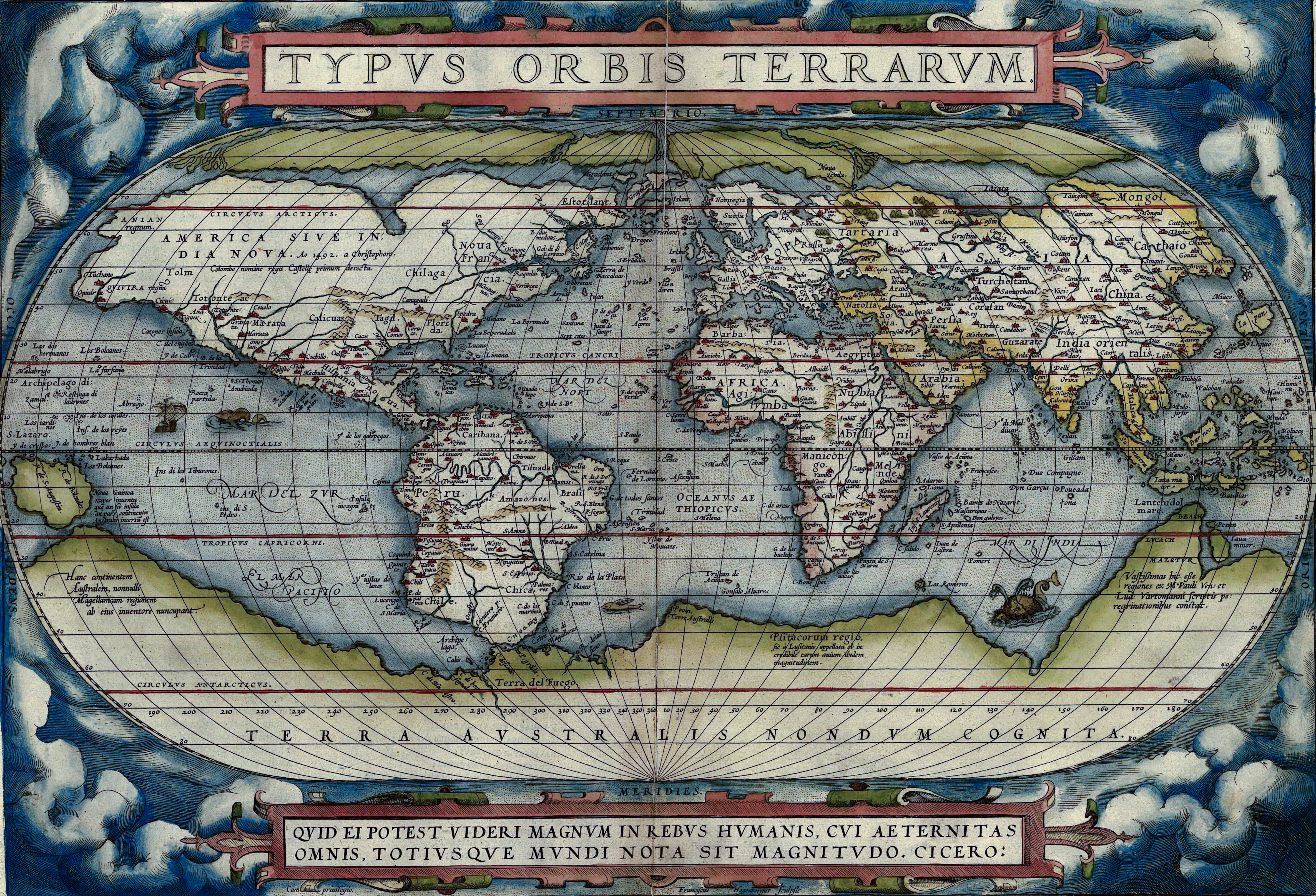
خريطة العالم التي ظهرت كتوضيح لدول العالم التي رسمها اورتليوس في عام 1570

## عصور ما قبل التاريخ
يرجع وجود الكائنات الحية -التي تشبه الإنسان في أوروبا قديما، والتي اتخذت أسماء مثل: الإنسان البدائي والكائن المنتصب (وهو الرجل العمودى وهو سلف منقرض من الإنسان العاقل لديه وقفة عمودية ودماغ صغيرة نوعًا ما وجبهة منخفضة)إلى الملايين من السنين. وقد اختفى هذان النوعان من أوروبا بمرور الزمن، وقد ظهر في ضواحى أوروبا تقريبا في عام 35.000 قبل الميلاد الإنسان الحديث أي (الإنسان العاقل) بمسماه العلمى. جدير بالذكر فإننا يمكننا ذكر الحضارات والثقافات مثل جرافتيين، سولتره، ماجدلين التي عاشت بين اعوام 10.000 و 20.000 قبل الميلاد في الفترات الاخيرة للعصر الجليدي في عصور ما قبل التاريخ في أوروبا. وبنهاية العصر الجليدي في أوروبا في عام 12.500 قبل الميلاد، فقد شهدت أوروبا تغييرات جذرية في الظروف الطبيعية والمناخية. وشهدت معدلات الحرارة زيادة فائقة، وارتفع مستوى البحر. وقد ظهرت التجمعات السكنية الأولى في البلقان في أوروبا مع بدايات الالفية السابعة قبل الميلاد. وقد بدأ العصر الحجري الحديث في شمال أوروبا في بدايات الالفية الرابعة والخامسة، لكنه وصل إلى وسط أوروبا في بداية الالفية السادسة. ويعد تمثال ستون هينج بانجلترا، الذي يعود إلى عام 3000 قبل الميلاد، من أهم واعرق المباني في هذه الفترة وخضعت اروبا لعصر باكير في الفترة من 3500 ل 1700 قبل الميلاد.
يعتقد ان شعوب الهند الأوروبية التي كونت أول مجموعة لغوية في أوروبا في ذلك الوقت، هاجرت من وسط اسيا إلى أوروبا في هذه الفترة. وأن العصر الحديدي الذي بدأ في عام 1300 قبل الميلاد في الاناضول، وصل إلى أوروبا بشكل متأخر في عام 1000 قبل الميلاد. وكانت حضارة الاثوروية التي نشأت في شبه الجزيرة الإيطالية واحدة من أهم الحضارات أوروبا في ذلك الوقت.

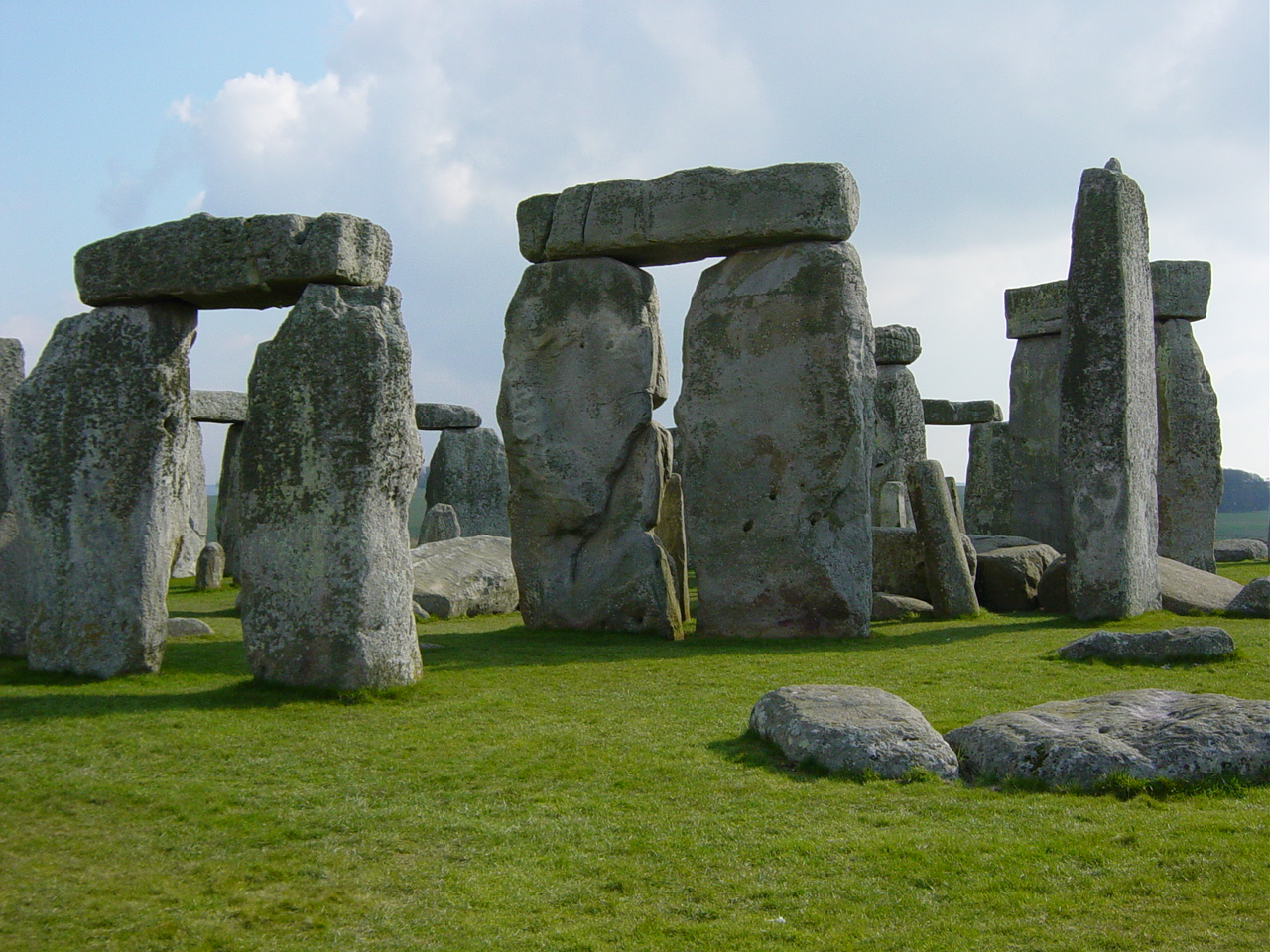
ستونهينج الواقع في إنجلترا من أهم الاثار التي جذبت الانتباه إلى دولة نويلتك في أوروبا

## العصور الأولى

### اليونان القديمة
يعتقد ان اليونانيون -الذين أسسوا دولة اليونان القديمة استقروا في جنوب شبه جزيرة البلقان اثناء الهجوم في عام 3000 قبل الميلاد وبدأت الحضارة اليونانية القديمة في الانتشار والتوسع عام 23 قبل الميلاد. وعرفت بأسم برتو جريك (الفترة اليونانية) في القرن السابع عشر. اما في الفترة من 1600 ل 1100 قبل الميلاد، فقد بدأ عصر مكين اليوناني بمحاربة ملك اجيميمنون لتروفا، بطل الملاحم و[[الاساطير اليونانية هوميروس. لكن في الفترة من 1100 إلى القرن الثامن قبل الميلاد، لم يوجد أي نص يونانى مكتوب إلا انه ظهرت بقايا الاثار الغير كاملة في العصر اليوناني المظلم. وظهرت بعض المعلومات الموجزة فيما يخص هذه الفترة وملوكها، مثل تاريخ هيرودت، بوسناس وصف اليونان، ديودروس بيبولتيكا وجيروما كرنيكون.
وببداية عصر الاسكندر الاكبر، انتهى العصر اليوناني القديم، وبدأ العصر الهيلينستي. ووضعت دول المدن اليونانية، التي تأسست في تلك الفترة، اولى احجار الاساس للديمقراطية في المنطقة وإن الفلاسفة العظماء امثال إسخيلوس، أريستوفان، افريبيدس، سوفوكليس، أرسطو، سقراط، هيرودت، كيزنفون. هؤلاء نشأوا في مدن كبيرة مثل اثينا، سبارتا، طباعى، ناكشا. وكانوا من ناحية بحاجة بعضهم البعض ومن الناحية الأخرى كانوا من أهم القوى التي وقفت في الصراع ضد الفرس في المنطقة. وقد توفى الاسكندر الاكبر في عام 323 قبل الميلاد، وتأسست إمبراطورية كبيرة في الأراضي التي امتدت إلى أفغانستان وباكستان في شبه جزيرة البلقان.

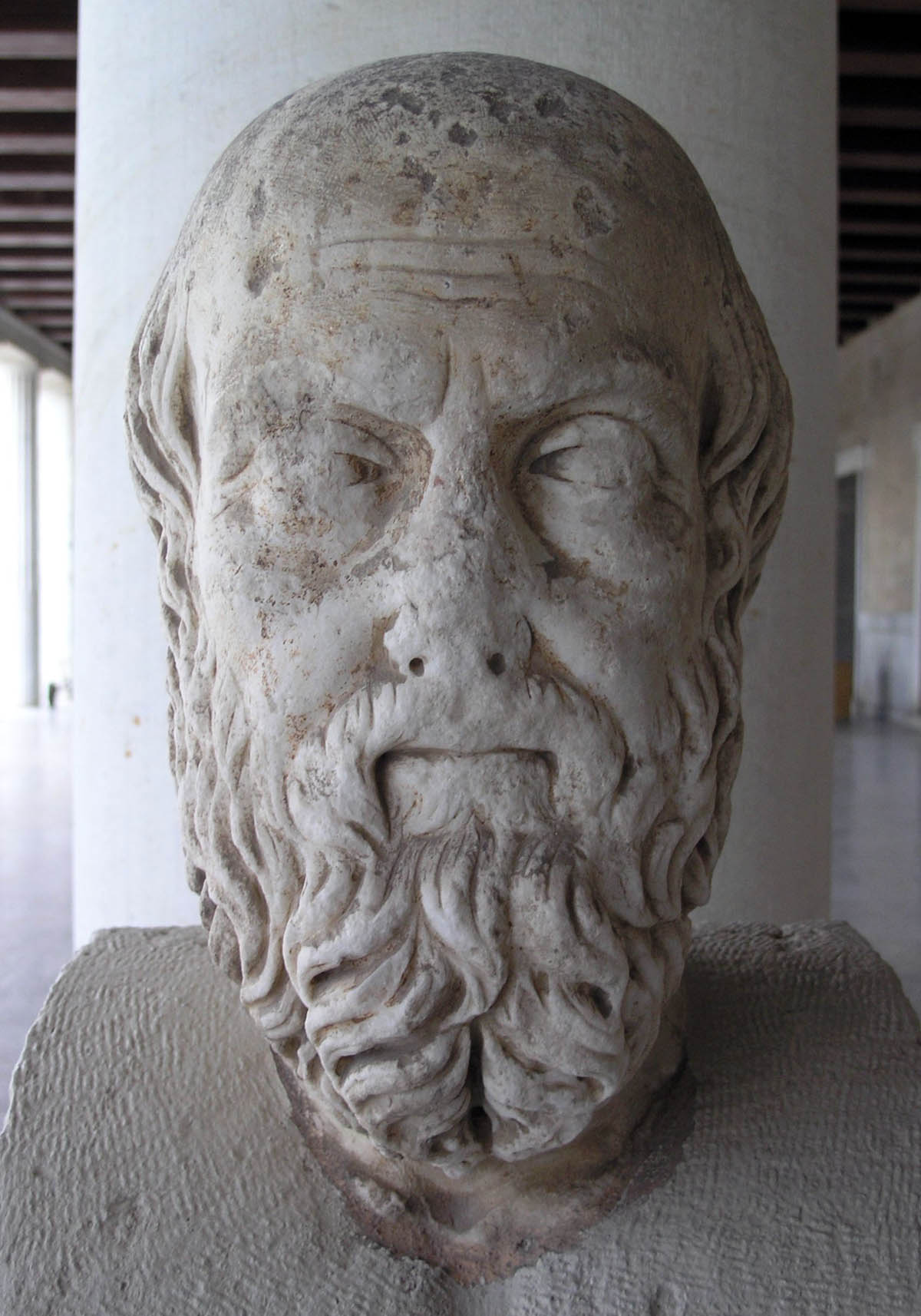
هيردوت التمثال التاريخى اليونانى القديم

### روما القديمة
امّا دولة روما القديمة فتأسست في شبه جزيرة إيطاليا النابعة من دولة مدينة روما، في القرن التاسع قبل الميلاد، واصبحت إمبراطورية هائلة تشمل كل منطقة البحر الأبيض المتوسط. ويعتقد أنه في 27 أبريل 753 قبل الميلاد، قام التوأم رومولوس ورموس احفاد الأمير أينياس بتأسيس مدينة روما بدأت تنهار قوة الأتروسكان القاطنون في شبه الجزيرة الإيطالية. وتخلصت الحضارة الرومانية في عام 509 قبل الميلاد من الملكية، وعادت إلى الديمقراطية بنظام الحكم الجمهوري. وفي هذه الفترة يحكم جمهورية روما القنصالة الرومان ومجلس الشيوخ الرومانى اللذان اختارهما مجلس الشعب.
وفي عام 52 قبل الميلاد، أعلن يوليوس قيصر نفسه ديكتاتورا، وضم جالياإلى اراضى الجمهورية الرومانية. امّا في عصر اغسطس، عادت الدولة إلى الامبراطورية الرومانية وفي عصر الاباطرة الخمسة الصالحون، توسعت اراضي الامبراطورية في فترة من (96 إلى 180 قبل الميلاد). وعاشت الامبراطورية الرومانية أزهى عصورها في المجالات الاقتصادية والثقافية امّا في عصر باكس رومانا أو عصر السلام الروماني، ازدهرت روما بعيدًا عن التهديدات الداخلية والخارجية وفي عصر تراجان، قامت الامبراطورية الرومانية بأضخم توسع حدودي بفتح داتكا. وقد شملت الأراضي الرومانية ما يقرب من 6.5 مليون كيلو متر وقد أصبحت اللغة اللاتينية هي اللغة الرسمية في كل الأراضي التابعة للامبراطورية الرومانية. واستمر استخدام هذه اللغة حتى الآن. وفي عام 330، قام الامبراطور قسطنطين بتغير اسم بيزنطة لروما الجديدة، وجعلها عاصمة الامبراطورية الرومانية. وفي عام 395، وبعد وفاة ثيودوسيوس الأول انقسمت الامبراطورية الرومانية إلى الشرق والغرب.

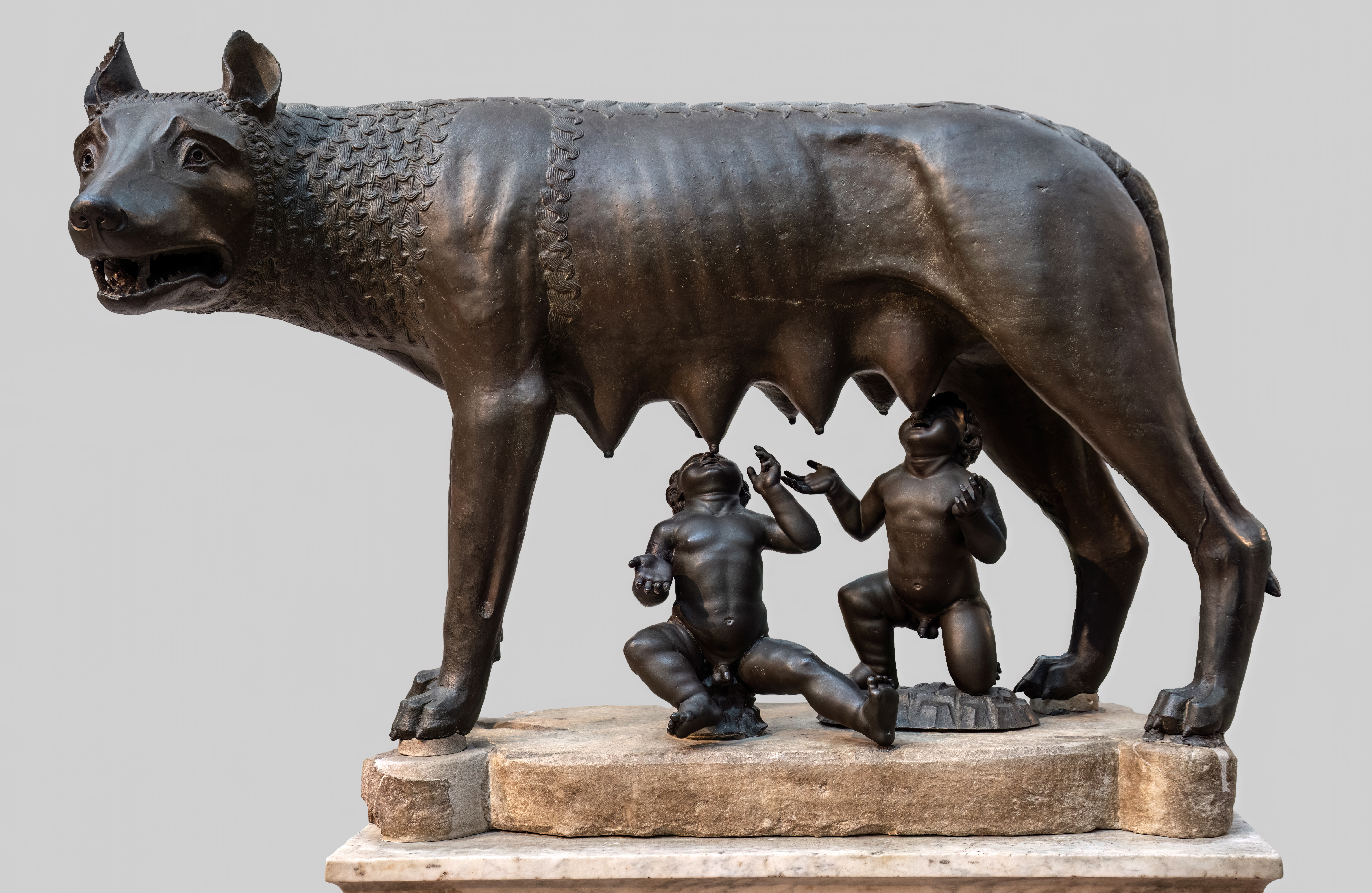
الذئب الشعار الخارجى لرومورس وريموس

اضخم مساحة للحدود عرفتها الامبراطورية الرومانية

## العصور الوسطى

### انهيار الامبراطورية الرومانية
فقدت الامبراطورية الرومانية قوتها بعد انقسماها للامبراطورية الشرقية والغربية. وتعرضت كل من اقوام القوط، الوندال، اللومبارديون، الفرنجة، والسكسون، والجوتيون الذين يقطنون بهسبانيا وجالايا وإيطاليا خارج حدود الامبراطورية الرومانية الغربية، إلى هجوم اقوام البربرية الالمان. واستولى القوط الغربيون في حروبهم ضد الهون على مدينة روما متقدمين إلى جنوب نهر الدانوب بقيادة آلاريك في عام410. وسقطت الامبراطورية الرومانية الغربية في 476. وبسقوط الامبراطورية الرومانية بدأت العصور الوسطى.
قام القوط الغربيين، الفرع الغربي من القوطيين اللذين تنقلوا من إيطاليا ثم إلى إسبانيا، بتأسيس مملكة كبيرة لهم هناك. واستولى الوندال، وهم جزء اخر من الشعب الألماني على روما في عام455، بقيادة اركان حرب جنسيرك. وتقدم الفرنج -التابعين لقبائل البربر-إلى الغرب مباشرة، ووصلوا إلى داخل جالايا. وقام في الوقت نفسه كل من القوط والسكسون بتنظيم الهجوم والغزوات على بريطانيا الرومانية إحدى الولايات في روما.
امّا القوط الشرقيين -الفرع الشرقى من القوط- فاستولوا على اراضي روما ايضًا، واسسوا مملكة كبيرة لهم في إيطاليا. لكن على الرغم من ذلك، لم تستمر هذه الامبراطورية كثيرًا، وانهارت بعد 60 عامًا من تأسسيها. واثناء هجوم البربر لم ينشأ نظام حكم قوى ومتين في إيطاليا. قام الإمبراطور البيزنطى جستنيان بضم إيطاليا إلى اراضي الامبراطورية الرومانية بعد فترة مستفيدا من الاوضاع السياسية المتوترة بها ولكن بعد وفاة جستنيان في 565، قام اللومبارديون بالاستيلاء على إيطاليا مرة أخرى.

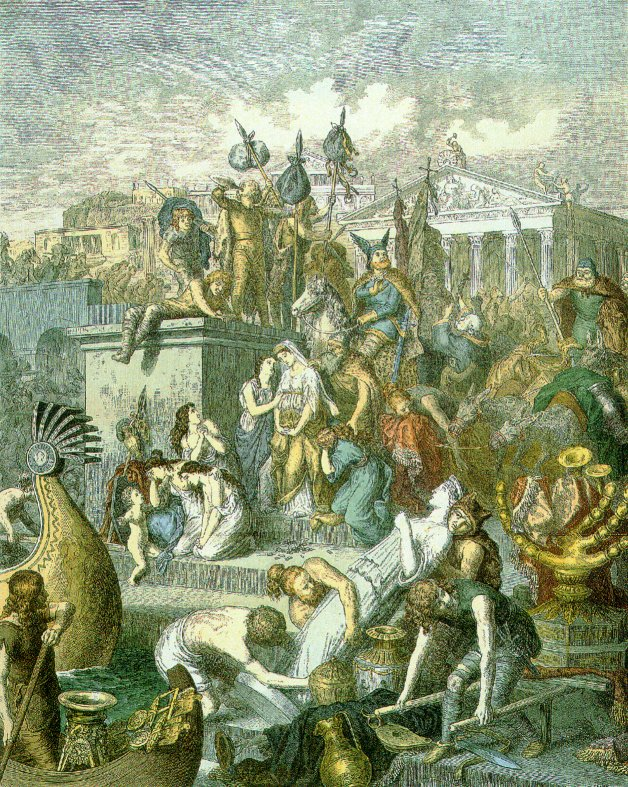
المخربين اللذين سيطروا على روما Vandalen (c. 1860–1880)

### روما المقدسة ودول المدن الإيطالية

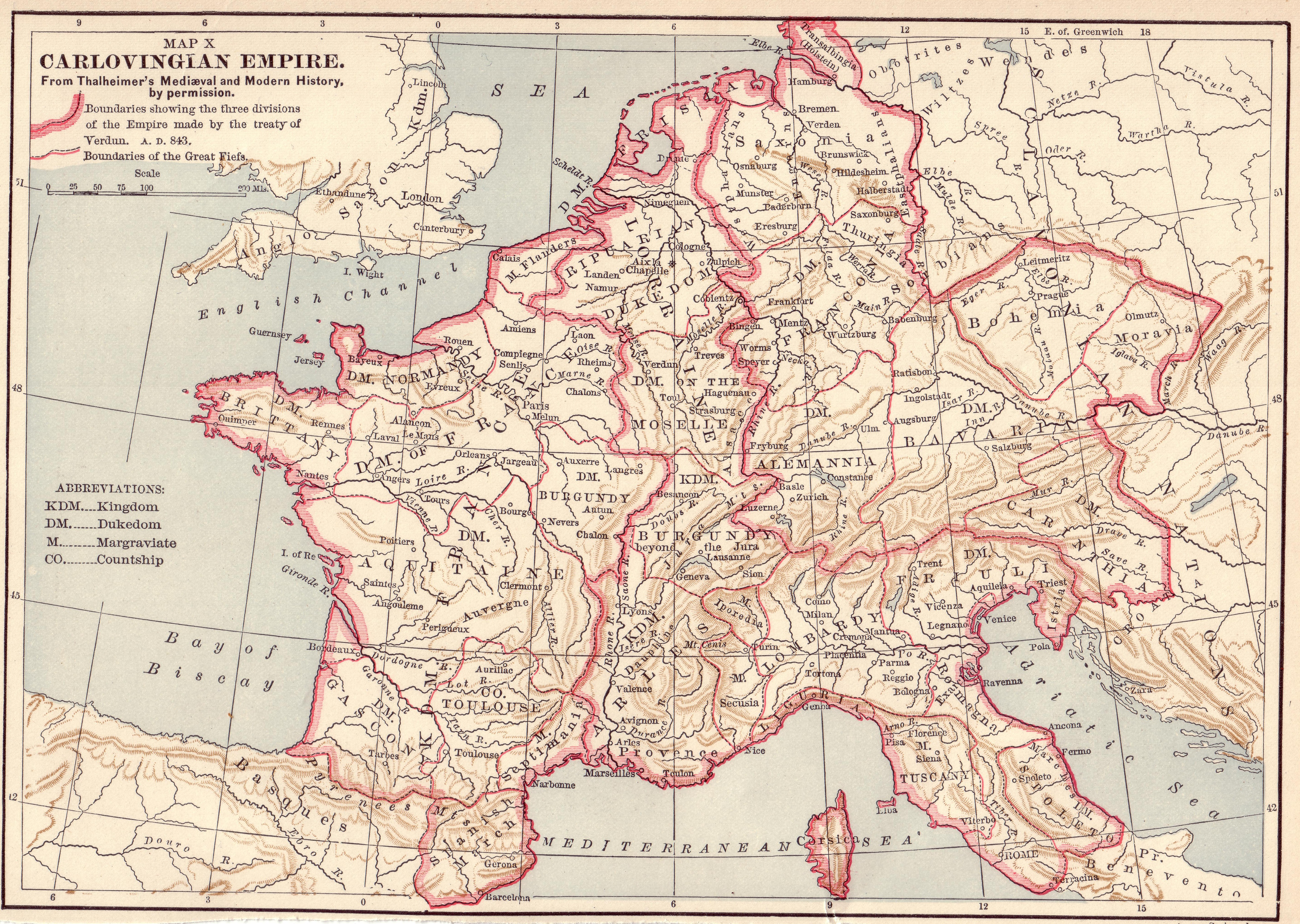
الإمبراطورية الفرنكية الكارولينجية في ذروتها، مع أقسامها الثلاثة الرئيسية عام 843

اعتنق الفرنك -وهي واحدة من القبائل البربرية الألمانية- الديانة المسيحية في القرن السادس الميلادى. واسست قبائل الفرنك -وهي عضو بالسلالة الكارولنجية الفرنجة اليوم- إمبراطورية الكارولنجية مسيطرة على ألمانيا، وفرنسا، وبلجيكا، وهولندا، وسويسرا، وإيطاليا. وهي تعتمد بشكل اساسي على الامبراطورية التي اسسها الفرنك ذو الجنس الألماني بفرنسا
وفي عام 768 وصلت حدود الامبراطورية لاقصى اتساع لها، وذلك بعد تولي شارلمان حكم الفرنجة. وفي 25 ديسمبر 800 م أعلن البابا ليون الثالث فيكاتدرائية القديس بطرس في الفاتيكان، ليو شارلمان امبراطورًا للامبراطورية الرومانية. وحتى ذلك الوقت اضطر البيزنطون، الحاملين للقب الإمبراطور الروماني، إلى الاعتراف بلقب إمبراطورية شارلمان. وانهارات الإمبراطورية الكارولنجية بعد وفاة شارلمان في 814 م. وفي منتصف القرن العاشر الميلادي، قام أوتو الأول من حكام الالمان بالسيطرة على الأراضي الخاضعة لحكم شارلمان، واسس الامبراطورية الرومانية الألمانية المقدسة وفي عام 962 م منح البابا لونوس الثانى عشر لقب الامبراطور الروماني إلى أوتو الأول. وانضمت الامبراطورية الرومانية المقدسة إلى الكونفدرالية الألمانية في وسط أوروبا. لكن بسبب عدم قدرتها على المنافسة فقدت سيطرتها وقوتها في عام 1806، وحلت محلها الامبراطورية النمساوية.
وحتى عام 774 ظلت زمام الامور بأيدى اللولمبارديون -الشعب الأماني- القاطن بشمال إيطاليا. وفي عام 751 خاض اللولمبارديون حروبًا في الجنوب وسيطروا على رافينيا وآرادوا دعمًا من البابا بالفرنجة. ولكن هزمت الفرنك اللومبارديون، وعادت إيطاليا إلى البابا مرة أخرى. وبالتالي تأسست دولة بابوية مستقلة عن مدينة روما. وردًا على ذلك، قام البابا الثالث ليو باسترداد كرامة ومكانة الفرنك، وذلك باعلان الإمبراطور شارلمان ملك عليها امّا في القرن الحادي عشر، قويت الدولة بضم العديد من الدول مثل: جمهورية البندقية، جمهورية جنوة، اتحاد لومبارد، مملكة نابولي، وجمهورية فلورنسا. وفي ذلك الوقت كانت البابوية والامبراطورية الرومانية المقدسة من أهم مراكز القوة في العالم. واندلعت العديد من المشادات والخلافات بين انصار كل قوى منهما في دول المدن بإيطاليا. وعرفت هاتين المجموعتين باسم الغويلفيون والغيبلينيون

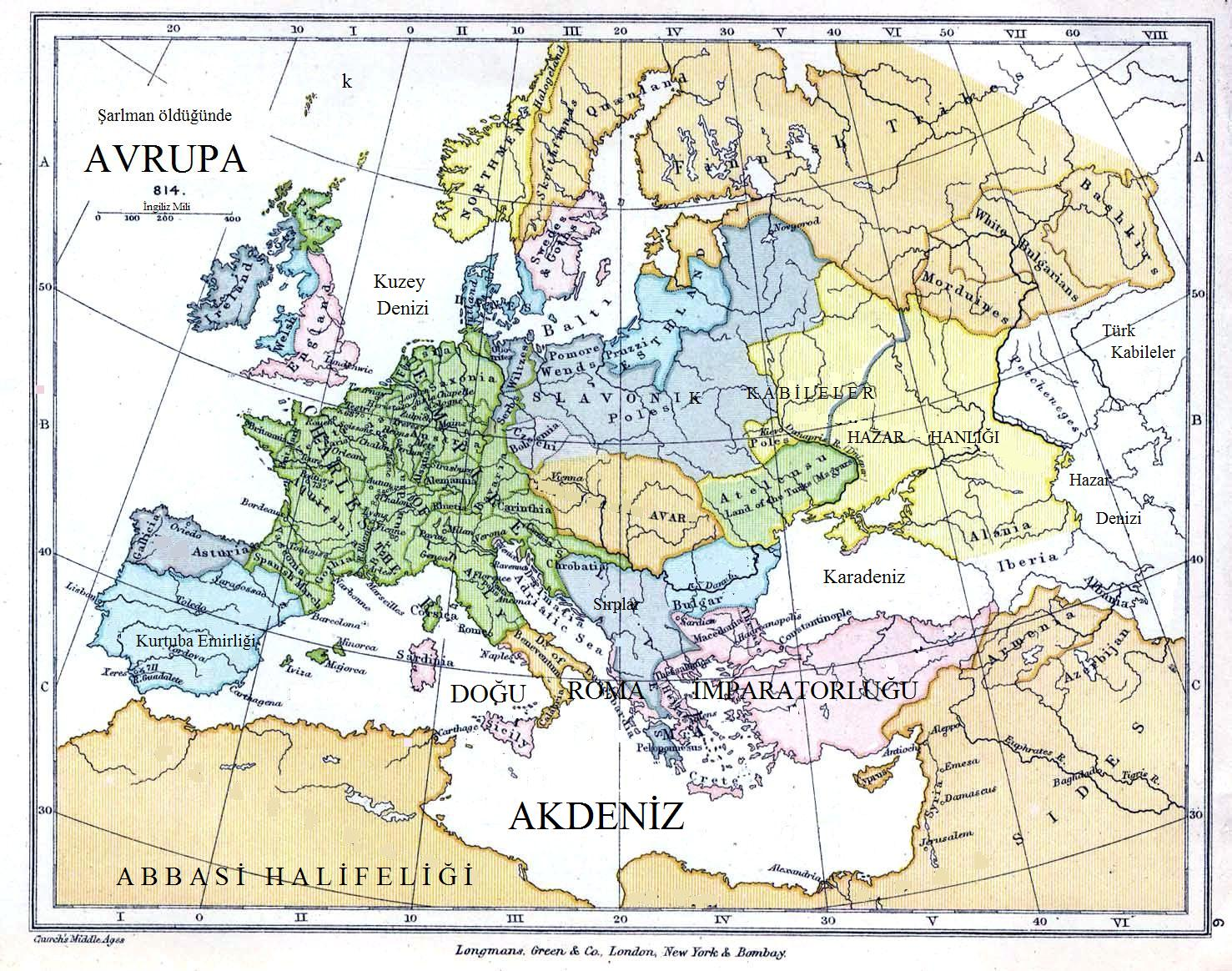
أوروبا في عام 814

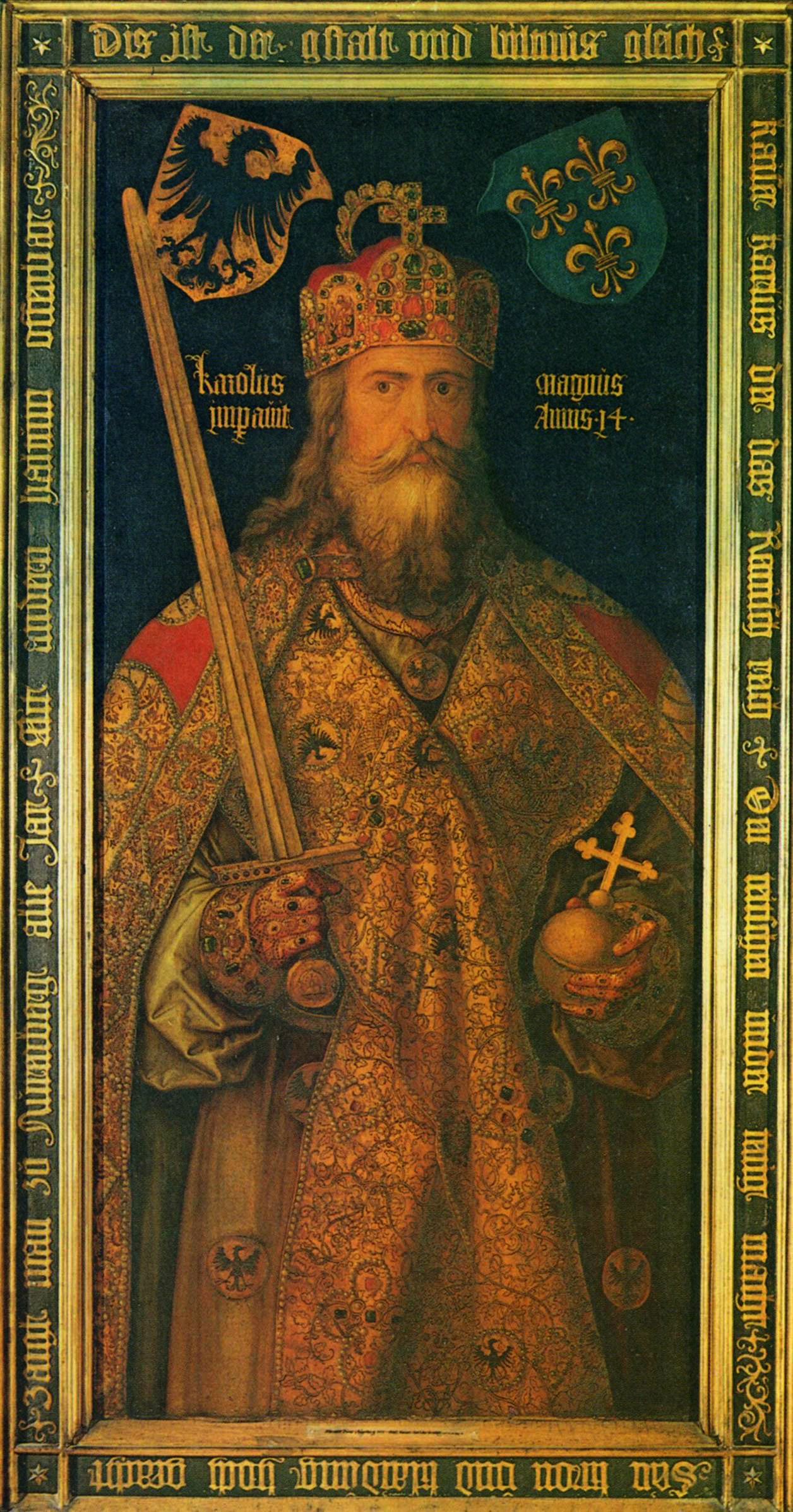
شارلمان ملك الفرنك

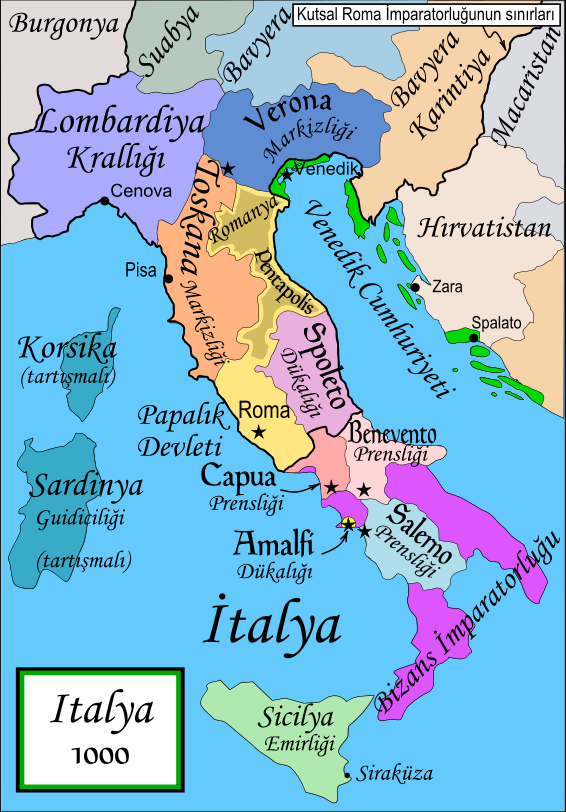
شبه الجزيرة الإيطالية في عام 1000 ميلاديا

### تشكيل إنجلترا وفرنسا
كانت جزيرة بريطانيا الكبرى ولاية بريطانية مرتبطة بالامبراطورية الرومانية ما بين اعوام 55 إلى 410 بعد الميلاد. وبدأت الديانة المسيحية بالانتشار في الجزيرة في القرن الخامس الميلادي. وانضمت الشعوب الألمانية الانجلوسكسونية، اللذين هاجروا إلى الجزيرة، إلى سلتيك الشعوب الاصلية لهذه الجزيرة. قام النورمان، القادمون من فرنسا بقيادة ويليم الأول في عام 1066 بالسيطرة على الجزيرة. وذلك بعد انتصارهم في معركة هاستيغنز وعلى الرغم من سيادة ثقافة الشعب الألماني في الجزيرة، الا إنه بمجئ النورمان اصحاب الثقافة الفرنسية، انتشرت ثقافتهم في كل انحاء الجزيرة. ونشبت الخلافات بين الأنجلوسكسونية، الامة البريطانية التي جاءت من قبل إلى الجزيرة، مع النورمان. وفي عام 1215، وقع جون ملك انجلترا اتفاقية ماجنا كارتا مع نبلاء انجلترا، ولأول مرة في تاريخ أوروبا. ماجنا كارتا هي اتفاقية تقيد السلطة الملكية وتقبل بدايات الدستور الجديد
وبعد انهيار الامبراطورية الفرنسية، التي كانت تضم ولايات غليا لقدوننسية وغليا اقويتينا التابعين للامبراطورية الرومانية، تعرضت إلى غزو الفرنك شعوب ألمانيا. وحكم المنطقة في الفترة من 481 ل 687 سلالة ميروفنجيون. امّا في الفترة من 751 ل 840، فإن فرنسا ووسط أوروبا اصبحوا جزء من الإمبراطورية الكارولنجية. ولكن في عام 843، تعرضت الدولة للانقسام وذلك بتوقيع معاهدة فيردان التي وقعها احفاد شارلمان واصبح الجزء الغربي من ممكلة الفرنك ما يسمى فرنساالآن.
كان يحكم فرنسا في العصور الوسطى أكثر من مملكة. وفي عام 987، أسس الملك أوغو كابيه أو هيو كابيت سلالة كابيت، التي تحكم جزءًا كبيرًا من فرنسا. وحكم فرنسا في هذا الوقت أسرة فالوا، وهي فرع من سلالة كابيت وسلالة بوربون حتى عام 1830 امّا النورمان حكموا شمال فرنسا، وانتشر نفوذهم وقوتهم بعد ذلك بالسيطرة على انجلترا وصقلية.

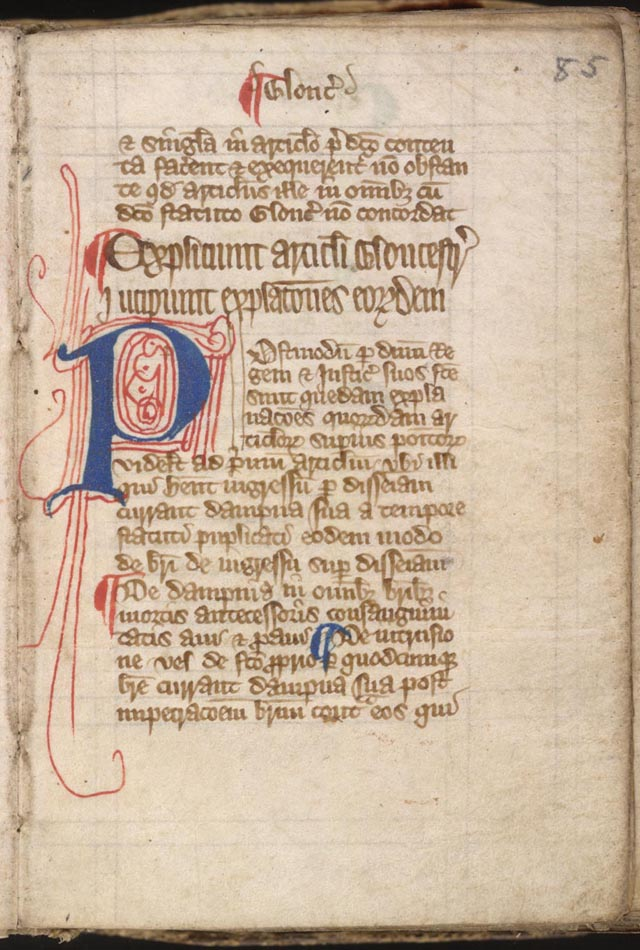
ماجنا كارتا

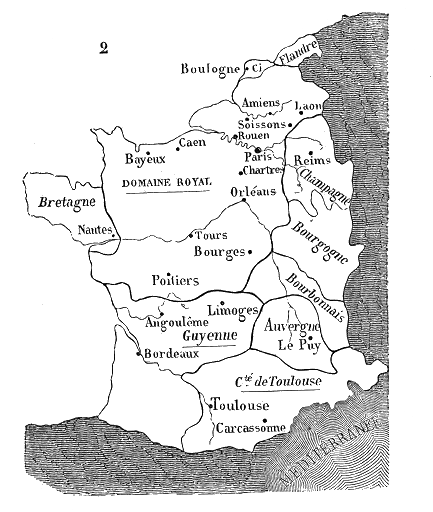
فرنسا في عام 1223 ميلاديا

## شبه الجزيرة الأَيْبِيرِيّة

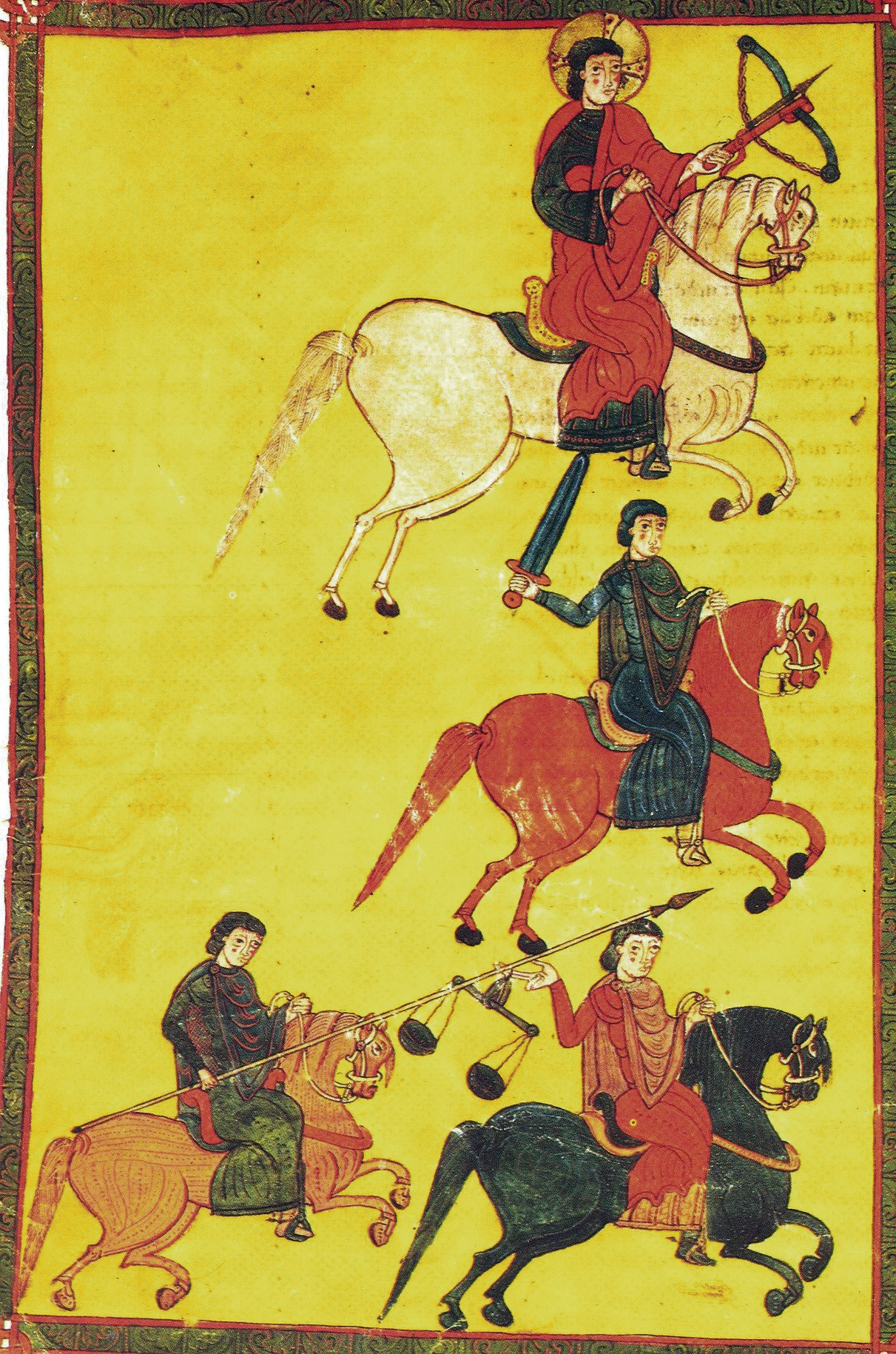
رسم معركة الزلاقة أو معركة سهل الزلاقة لسنة 1086 ميلادي، بين جيوش المسلمين من دولة المرابطين وجيش المعتمد بن عباد، والتي انتصرت على قوات الصليبيين الملك القشتالي ألفونسو السادس

غزت الجيوش الإسلامية، كل شمال أفريقيا. وبحلول القرن الثامن الميلادي، ارسل موسى بن نصير، والي المسلمين في الدولة الاموية في شمال أفريقيا، طارق بن زياد قائد البربر إلى شبة الجزيرة الايبيرية متخطيًا مضيق جبل طارق. وفي ذلك الوقت كانت شبه الجزيرة الايبيرية في آيدي القوط الغربيين(الشعب الالمانى،) وكانت تقع في العاصمة طليطلة. وألحق طارق بن زياد لذريق (الإسبانية والبرتغالية: رودريغو)، ملك القوط الغربيين، هزيمة ساحقة. وبذلك سقطت ملكة القوط الغربيين. وبعد فترة وجيزة أصبحت شبه الجزيرة الايبيرية في ايدي المسلمين بشكل كامل.

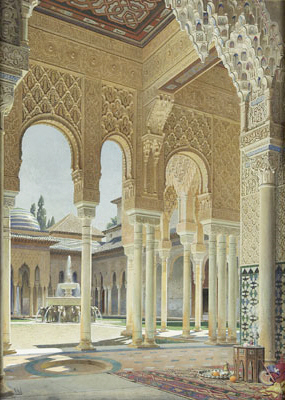
قصر الحمراء في غرناطة

وبسقوط الدولة الاموية في عام 749، هرب الأمير الأموى عبد الرحمن الداخل أو صقر قريش من الشام إلى الأندلس بعد سقوط الدولة الأموية في دمشق عام 132 هـ. وفي عام 755 بقى بشبه الجزيرة الايبيرية. وفي عام 756 اسس دولة الدولة الأموية في الأندلس، واعلن نفسه اميرًا عليها. امّا في عام 929، تولى الأمير عبد الرحمن الثالث الخلافة. وفي عام 1031ـ اهتزت السلطة الحاكمة، وقسمت الدولة إلى إمارات، وفي نفس العام اراد الحمودي من بيت علي الاستمرار في الخلافة. وفي عام 1086، اراد ملك اشبيلية، التابعة للخلافة العباسية، المساعدة من إمبراطورية المرابطين في شمال أفريقيا. وانضم ايضًا 13 ملكًا أندلسيًا إلى القوات القادمة من هناك. ودمرت الجيوش المسيحية في معركة الزلاقة، وطالت فترة حكم المسلمين في إسبانيا.

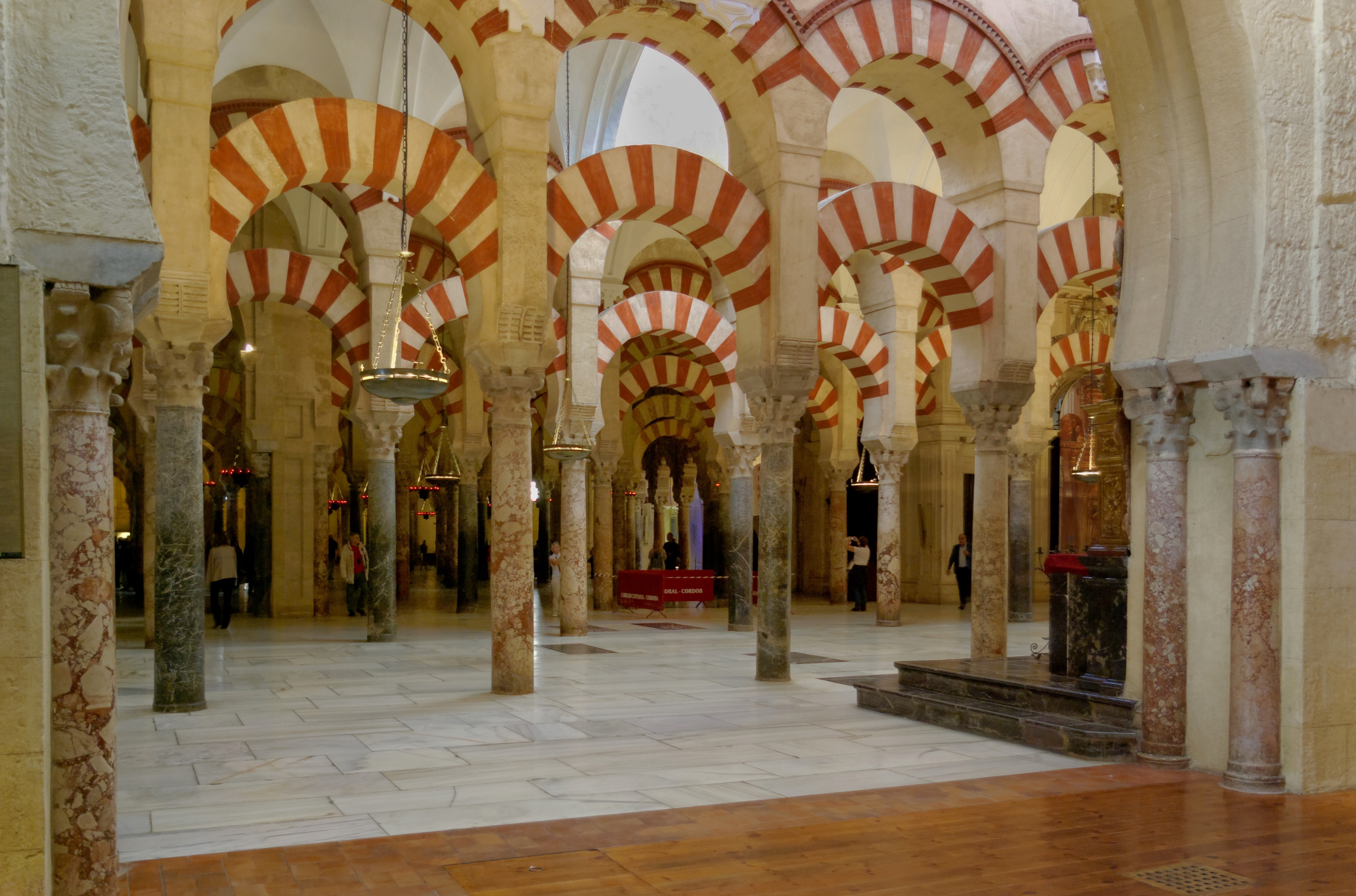
مسجد قرطبة في مدينة قرطبة الإسبانية

وفي عام 1147 قضى الموحدون على المرابطين، وحاربوا ايضًا مع المسيحين. وفي عام 1187، عندما استولى صلاح الدين الايوبي على القدس، أعلن البابا غريغوري الثامن الحرب المقدسة. وفي عام 1236، عندما اتفق مع ملك قشتالة ضد بني الأحمر وبني هود، سقطت قرطبة في ايدي المسحيين. عقدت دولة بني الأحمر(امارة غرناطة)التي تأسست في عام 1232 مع المسيحيين للنهوض بالدولة مرة أخرى. وفي عام 1469، قام الامير محمد الثاني عشر الملقب بالغالب بالله ابن السلطان أبو حسن بالانصات إلى تشجيع والدته وعصى والده وخلعه من الحكم. واستمرت الخلافات والصراعات بين الاب وابنه لفترة طويلة. قام المسيحيون، المستفيدون من هذا الصراع، بمحاصرة غرناطة ونهبها في عام 1490. وفي النهاية سلمها محمد إلى ملك ارجون فرناندو الثاني وزوجته إيزابيلا الأولى في عام 1492. ولهذا السبب سقطت دولة الأندلس في إسبانيا. وبذلك تمت عملية الاسترداد (إعادة الفتح).

## شرق أوروبا
ظهرت الامبراطورية البيزنطية مع انقسام الامبراطورية الرومانية إلى الشرق والغرب في 395م. هدمت القبائل الألمانية الامبراطورية الرومانية، عاصمتها روما، في القرن الخامس الميلادي. امّا الامبراطورية البيزنطية، تقع في القسطنطينية أي إسطنبول، اليوم وفي الامبراطورية الرومانية الشرقية، واستمرت ما يقرب من ألف عام. وبظهور مدينة بيزنطة، جعلها الإمبراطور الروماني قسطنطين عاصمة الامبراطورية البيزنطية. من ذلك الوقت، نشأت علاقات وثيقة في النقل والتجارة بين روما واسطنبول 

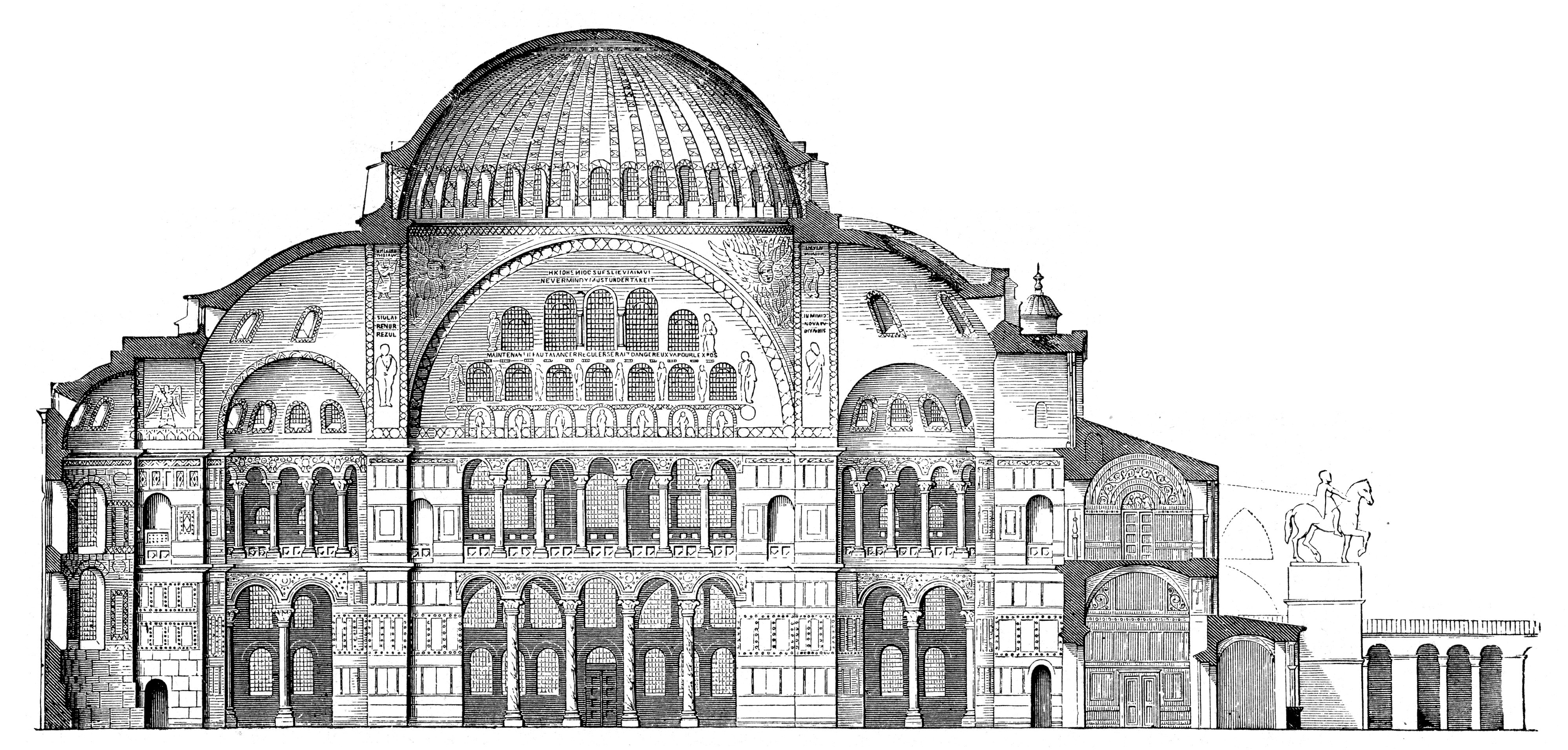
كاتدرائية ايا صوفيا التي أسسها جستلنيوس الاول الامبراطور البيزنطى 532-537 ميلاديا

وقعت الامبراطورية البيزنطية تحت تهديد السلاجقة في الغرب عندما كانت تحارب جيوش المسلمين والفرس في الشرق في القرنين السابع والثامن الميلادي. وتولى هرقل عرش مدينة بيزنطة في 610م، واوقف الهجوم على الفرس وعزز قواته للدفاع عن العاصمة. وسحق قوات الافار وذلك بمروره بالاراضي البيزنطية عابرًا نهر الدانوب. وفي هذه الفترة قام العرب بالعديد من الفتوحات من اجل نشر الدين الإسلامي. وسيطرت الجيوش العربية على سوريا وفلسطين في 632. وبعد استسلام أهل الإسكندرية، وقعت مصر تمامًا تحت سيطرة العرب في 642م. وفي ي الفترة من 674 ل 678 على الرغم من محاصرة العرب للقسطنطينة العديد من المرات، الا انهم لم يستطيعوا السيطرة عليها

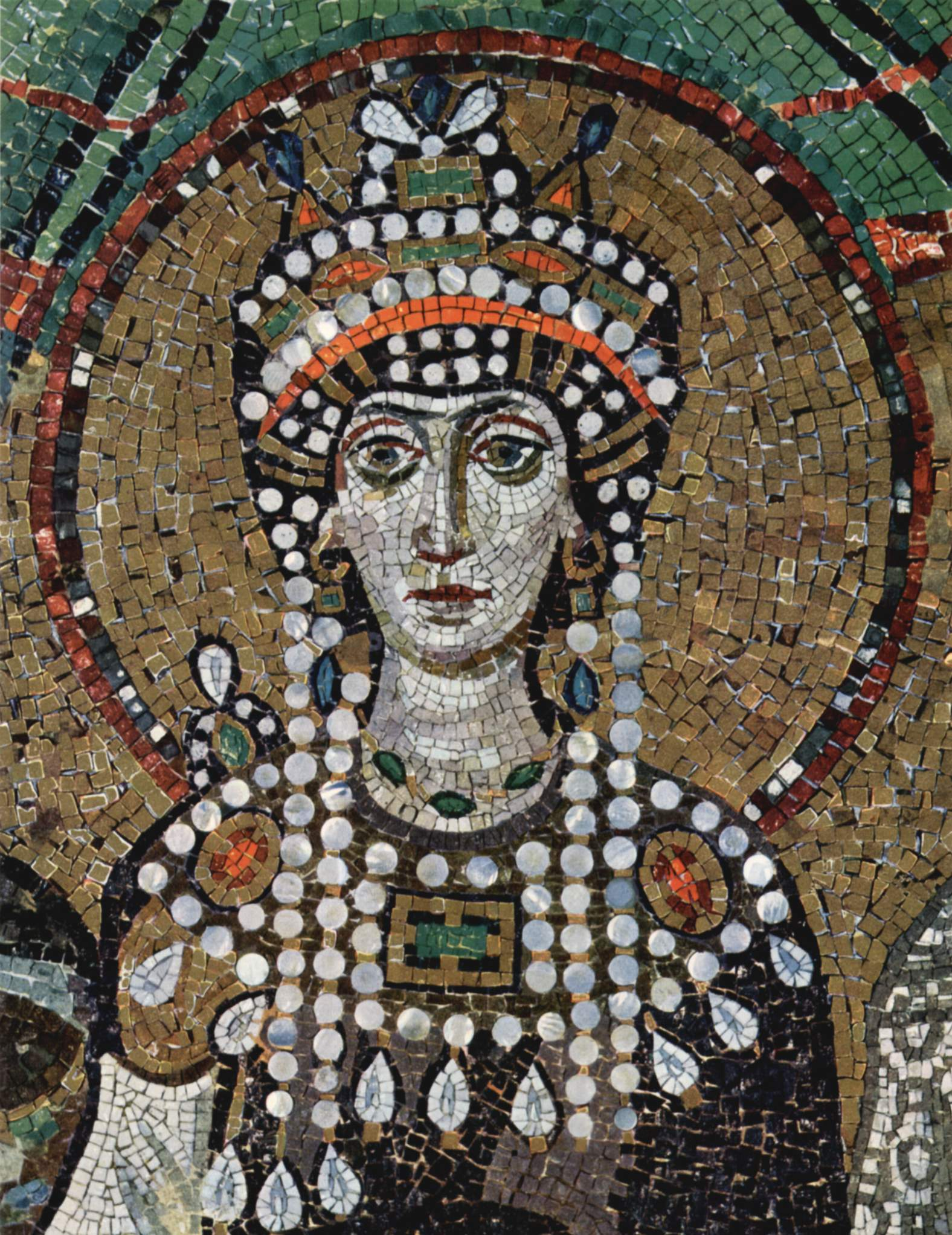
تيودرة الامبراطورة البيزنطية التي استمرت في الحكم ما بين اعوام 1055-1056

شهدت الامبراطورية الرومانية عصورها الذهبية في الفترة من 867 ل 1056، عندما حكمتها السلالة المقدونية. وقام الإمبراطور باسيليوس الأول، مؤسس السلالة المقدونية في الفترة من (867 ل 886)، والذي تعرض للهزيمة قبل ذلك بضم كل الأراضي التابعة للاناضول إلى حدود الامبراطورية الرومانية. وقام كل من باسيليوس الأول وليو السادس في الفترة من (886 ل 912) بإعادة وضع النظام القانوني للامبراطورية مرة أخرى. وقام نيقفوروس الثاني في الفترة من (963 ل 969) بضم اراضي كريت وقبرص إلى الامبراطورية، وسيطر على اراضي جديدة في سوريا والبلقان.

### الحروب الصليبية
وبحلول القرن الحادي عشر، بدأ الاتراك بالدخول في الإسلام والهجرة إلى الغرب، وبتأسيس الامبراطورية السلجوقية سيطروا على جزء كبير من الشرق الاوسط. وحتى ذلك الوقت فإن الأوروبيين، اللذين لم يتصادموا كثيرًا مع العالم الأسلامي، هزموا البيزنطيين هزيمة ساحقة في معركة ملاذكرد في 1071 م. فتحت ابواب الاناضول للاتراك، ومن ثم قام الاتراك بالتقدم مباشرة إلى ضواحي إسطنبول، اسسوا الدولة السلجوقية بالاناضول في نيقية. وطلب الإمبراطور البيزنطي ألكسيوس الأول كومنينوس من البابا أوربانوس الثاني مساعدته في الحرب على الاتراك. وخططت الدول الأوروبية فيما بينها بالقيام بالحروب الصليبية على المسلمين، وذلك بسبب عدم قبولهم بسيطرة المسلمون على الأراضي المسيحية المقدسة في القدس. وفي الفترة من 18 إلى 28 نوفمبر 1095، اجتمع البابا أوربانوس الثاني مع القادة الأوروبيون بمجلس كليرمون في مدينة كليرمون بفرنسا، حاثًا اياهم على اشعال الحرب على المسلمين. وقامت الجيوش التي استجابت إلى هذه الدعوة بشن أول الحروب الصليبية على الاناضول في عام 1097 م
وحققت الدول الأوروبية ناجحًا ساحقًا في اولى الحروب الصليبية التي خاضتها ضد المسلمين. وعدم استعداد المسلمون لهذه الحرب ضد الأوروبين لم يمنعهم من التقدم إلى الاناضول. واضطر كلتش ارسلان الحاكم السلجوقي الاناضولي بتسليم نيقية إلى الصليبين. وفي العام نفسه في شهر يوليو خضعوا لهزيمة الصليبين في معركة دورليو بالقرب من مدينة إسكيشهير. قام الصليبين بمحاصرة انطاكيا في شهر أكتوبر. وبعد حصار دام ما يقرب من عام سقطت انطاكيا في ايدي الصليبيين. اما في عام 1099 م حاصروا القدس، وفي 15 يوليو سيطروا عليها بشكل كامل. وقام الصليبيين بالعديد من المذابح ضد أهل القدس. وفي نتيجة الحرب الصليبية الأولى قام الصلييبين بتأسيس العديد من المدن مختلفة الحجم والاهمية في الشرق الاوسط.
وبعد انتهاء الحرب الصليبية الأولى بما يقرب من 10 اعوام، اندلعت حروب صليبية أخرى، ولكن لم تنجح أي منهما. وقامت العديد من الدول الإسلامية التي نشطت في منطقة الشرق الاوسط بسلب المدن التي سيطر عليها الصليبين أول بأول. وحقق صلاح الدين الايوبي انجازًا تاريخيًا ونقطة تحول في تاريخ المسلمين باستعادة القدس من ايدي الصليبين في عام 1187 م  وبحلول نهاية القرن الثالث عشر الميلادي، انتهت قوة الصليبين في الشرق الاوسط. واعتبارًا من القرن الرابع عشر الميلادي، بدأت هجمات الأوروبيون ضد المسلمين بدءًا من نشأة الدولة العثمانية.

### فتح إسطنبول
زدات قوة الامبراطورية العثمانية التي تأسست في عام 1299م في القرون اللاحقة لهذا العام بهزيمة كل من البيزنطيين والاولياء في الاناضول. وحاصر العثمانيون القسطنطينية عاصمة الامبراطورية البيزنطية من كل الجهات. وفي عام 1453 سيطر السلطان محمد الفاتح عليها. وبهذا الشكل انتهت الامبراطورية الرومانية الشرقية 

## العصر الحديث

### الامبراطورياتالعثمانية،والسويدية،والبولندية
المحور الاساسى:الامبراطورية العثمانية، الاتحاد البولندى-الليتوانى،الامبراطورية السويدية
وفقا لبدايات العصرالحديث فقد كانت أوروبا الأكثر نفوذا في العالم حيث كانت تسيطر على الامبراطورية العثمانية في الشرق، والاتحاد البولندى-الليتوانى والامبراطورية السويدية في الشمال، وعلى الإمبراطورية الرومانية المقدسة في وسط أوروبا، اما في الغرب فكانت إسبانيا والبرتغال.اما من ناحية البحر المتوسط فقد سيطرت على كل من جمهورية جنوة والبندقية، والامبراطورية الإسبانية، والامبراطورية العثمانية.
شهدت الامبراطورية العثمانية توسعا كبيرة في أوروبا في القرون الخامس والسادس عشر الميلادى ونتيجة لذلك سيطرت على كل من البلقان، ورومانيا، والمجر.وامتدت فتوحاتها حتى حدود فيينا.واصبح الملك شارل الخامس عضو في سلالة هابسبورغ في القرن السادس عشر وبالزواج وطرق الغزو سيطر على اراضى كل من إسبانيا، والامبراطورية الرومانية المقدسة (ألمانيا، النمسا، شمال إيطاليا،بلجيكا).
وفي هذه الفترة نشبت العديد من الحروب بين الدولة العثمانية وهابسبورغ في البر والبحر.وفي عام 1538.واكتسب العثمانيين القوة والمرونة وذلك اثناء معركة بروزة البحرية في 1538 اما في معركة ليبانتوا البحرية في 1571 فقدوا هذه القوة.
وفي القرن السادس عشر وصلت السلطة في الامبراطورية العثمانية إلى ذروتها حيث حاصروا فينا-التي تكون عاصمة دولة هابسبورغ المرتبطة بامبراطورية روما المقدسة-في 1683 م وعلى الرغم من ذلك فانهم لم يوفقوا في حصارهم الثانى لفيينا
وفي الوقت نفسه توسع الاتحاد البولندى-الليتوانى شرقا وسيطروا على روسيا البيضاء، وجزء كبير من أوكرانيا.وفي بدايات العصر الحديث حكموا كل من روسيا وموسكو، وفي عام 1547 فقد اضعف القيصر ايفان الرابع دولة روسيا.اما إمبراطورية السويد فقد توسعت حدودها وذلك بشن الحروب ضد بولندا، والامبراطورية الروسية، والدنمارك، والنرويج.ولكن على الرغم من ذلك فنتيجة لتعزيز روسيا لقوتها في القرن الثامن عشر فقد فقدت إمبراطورية السويد حروبها التي شنتها على روسيا في الفترة من 1700 ل 1721

### النهضةوالإصلاح
شهدت شبه الجزيرة الإيطالية طفرة هائله في مجال الفنون والعلوم في النصف الثانى من القرن الخامس عشر.وهذه الحركة التي سميت بالنهضة قد ربطت مجددا بين العصور الاوربية الغربية المعاصرة وبين العصور الكلاسيكية القديمة.وقد تعلم العلماء الاوربيين الرياضيات من العالم الاسلامى خلال هذه الفترة.وعادوا مرة أخرى إلى التفكير العقلانى والتجريب بدلا من المعتقدات الدينينة والخرافية.وقد بدأ يوهانس غوتنبرغ فترة جذرية من التغيير وذلك بثورة من التقنيات الجديدة التي ظهرت مع تطور الطباعة، والفنون، والشعر، والعمارة  وان أوروبا التي تخلفت منذ العصور الرومانية القديمة لم تشهد مثل هذه الطفرة الا في هذه الفترة بتطور التجارة والاكتشافات الجغرافية التي جعلتها رائده في هذه الفترة.ويمكن ان نعتبر ان هذه الفترة هي بداية عصر النهضة والإصلاح الإيطالية.
اما في ألمانيا فقد بدأت مع عصر النهضة الإنسانية.وقد تم بحث العديد من القضايا الدينية المتعلقة بالهولندى ايراسموس والالمانى مارتن لوثر وقد بدأ مارتن لوثر حركة جديدة من الإصلاح البروتستانتى في المسيحية. وقد قاد الملوك في فرنسا زمام حركة النهضة.وكان المهندس المعمارى بيير ليسكوت هو أهم فانيين عصر النهضة.وقد اضطر الفرنسى جان كالفين إلى الانفصال عن باريس وذلك بسبب تبنيه افكار مارتن لوثر الاصلاحية في عام 1534، ولكن بعد اقامته فترة من الوقت في ستراسبورغ وبازل انتقل إلى جنيف في 1541 واعتنق مذهب الكالفينية.قد اعطيت العديد من الحقوق إلى المسيحيون البروتستانت في فرنسا وذلك بموجب فرمان نانت في عام 1598. وقدم الفنان الالمانى ألبرشت دور الرسوم الدينية.وكتب شكسبير في إنجلترا، وسرفانتس في إسبانيا العديد من الأعمال الشهيرة.وفي نهاية عصر الإصلاح والنهضة هدمت المفاهيم المحدودة للكنيسة (الدراسات الخاصة بالكنيسة).وسيطر التفكير العلمى (الايجابى)في هذه الفترة.وقد ظهرت العديد من الحركات الاصلاحية.واستعدت للقيام بالتطورات في مجال العلوم والتكنولوجيا.وقد ظهر في أوروبا العديد من المثقفين والفنانيين ذو الطبقة البرجوازية.وقد انقلبت السلطة العامة على رجال الدين واهتزت الكنيسة.وبذلك فقد قادت أوروبا حركات النهضة والتنوير من كل جانب من جوانبها.
قامت الكنيسة الكاثوليكية بالعديد من المحاولات لمنع انتشار البروتستانتية.واقيمت الطقوس الدينية المقدسة في 1542 م.واستردت فرنسا مرة أخرى مرسوم نانت في عام 1685 م.ونتيجة منع انتشار البروتستانتية في فرنسا في عام 1715م، هاجر ما يقرب من 250 الف هوغوتى بروتستانى فرنسى إلى أمريكا وهولندا.وقد عصى العديد من البروتستانيين الضاليين السلطة الإسبانية في هولندا.اما ما بين 1545-1563 انتقد مجلس ترينتون بشدة مذهب البروتستاتنية.وفي الوقت نفسه وجدت العديد من الجماعات المتشددة ان حركات الإصلاح غير كافية.حيث ان هذه الجماعات غالبا ما كانت تتعرض لمضايقات وازعاج الجماعات البروتستانتية.هاجرت بعض الجماعات البروتستانية إلى أمريكا الشمالية وقاموا بتأسيس مستوطنات لهم هناك.

## الإستكشافاتالجغرافيةوفترةالإستعمار

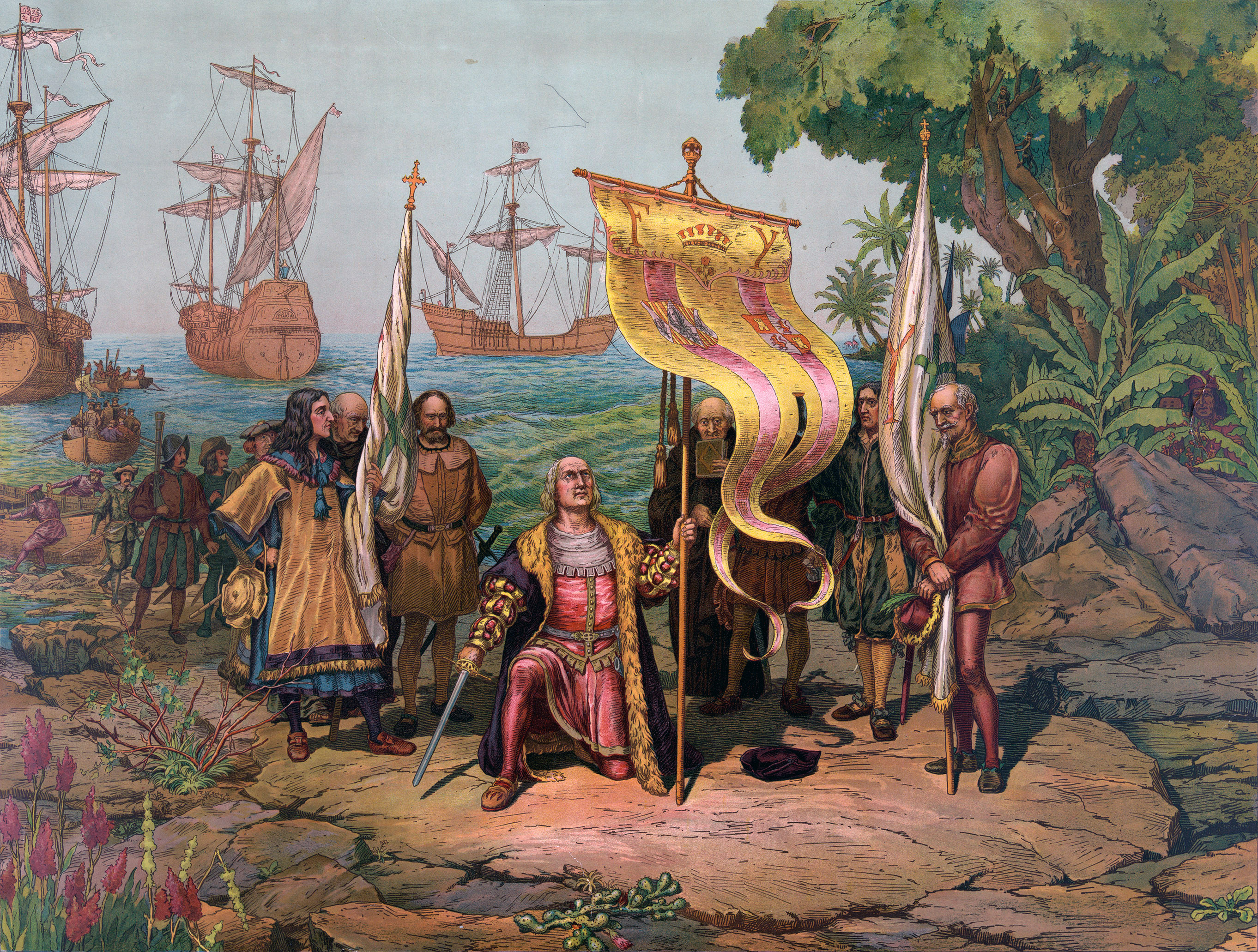
اكتشاف كريستوفر كولومبس لأمريكا

بدأ الأوروبيون في القرنين 15 و 16 في دراسة البحار والمحيطات التم لم تكن معروفة من قبل من أجل العثور على طرق تجارية جديدة. أسفرت هذه الرحلات عن العثور على العديد من المحيطات والقارات الجديدة. إن أول مساعي الإستكشاف قد قام بها كلً من البحارة الفرنسيين والإيطاليين في مطلع القرن 14 صوب شواطئ المحيط الأطلسي وأفريقيا. ونتج عن هذه المساعي اكتشاف جزر الكناري وجزر الأزور.
توجه كريستوفر كولومبوس للإستكشاف لكي يصل لآسيا من طريق أكثر اختصارا في النصف الثاني من القرن 15 وقد وصل إلى الأمريكتين في عام 1492. وبعد أن عثر البرتغاليون على طريق رأس الرجاء الصالح وصل فاسكو دو جاما للمحيط الهندي والهند متجولا بها. وبعد ذلك، جاء البرتغالي ماجلان حيث أنه بدأ السفر إلى جميع أنحاء العالم، وبالتالي، تمكن من الوصول لإستنتاجات إستكشافية ملموسة بشأن التجول حول أنحاء العالم.
قد أثرت الإستكشافات الجغرافية على نشوءهذه الحركات كما تطورت حركات الإصلاح والنهضة بتأثيرها. وفي إثر هذه الإستكشافات قد حاظت أوروبا بإمكانية الامتداد لقارات جديدة والإستيلاء على موارد ثرواتها. تبدأ فترة الإستعمار بهجرة المستوطنين الأوروبيين لقارات أمريكا الشمالية وآسيا وأفريقيا وأستراليا وبتشكيل مستوطنات ووحدات إنتاج في هذه الأراضي. وفي ذلك الوقت أصبحت هذه المستعمرات إمبراطورية إستعمارية والتي تمركزت في أوروبا وامتدت لجميع أنحاء العالم.

## الحروبالطائفية

### حرب الثلاثين عام

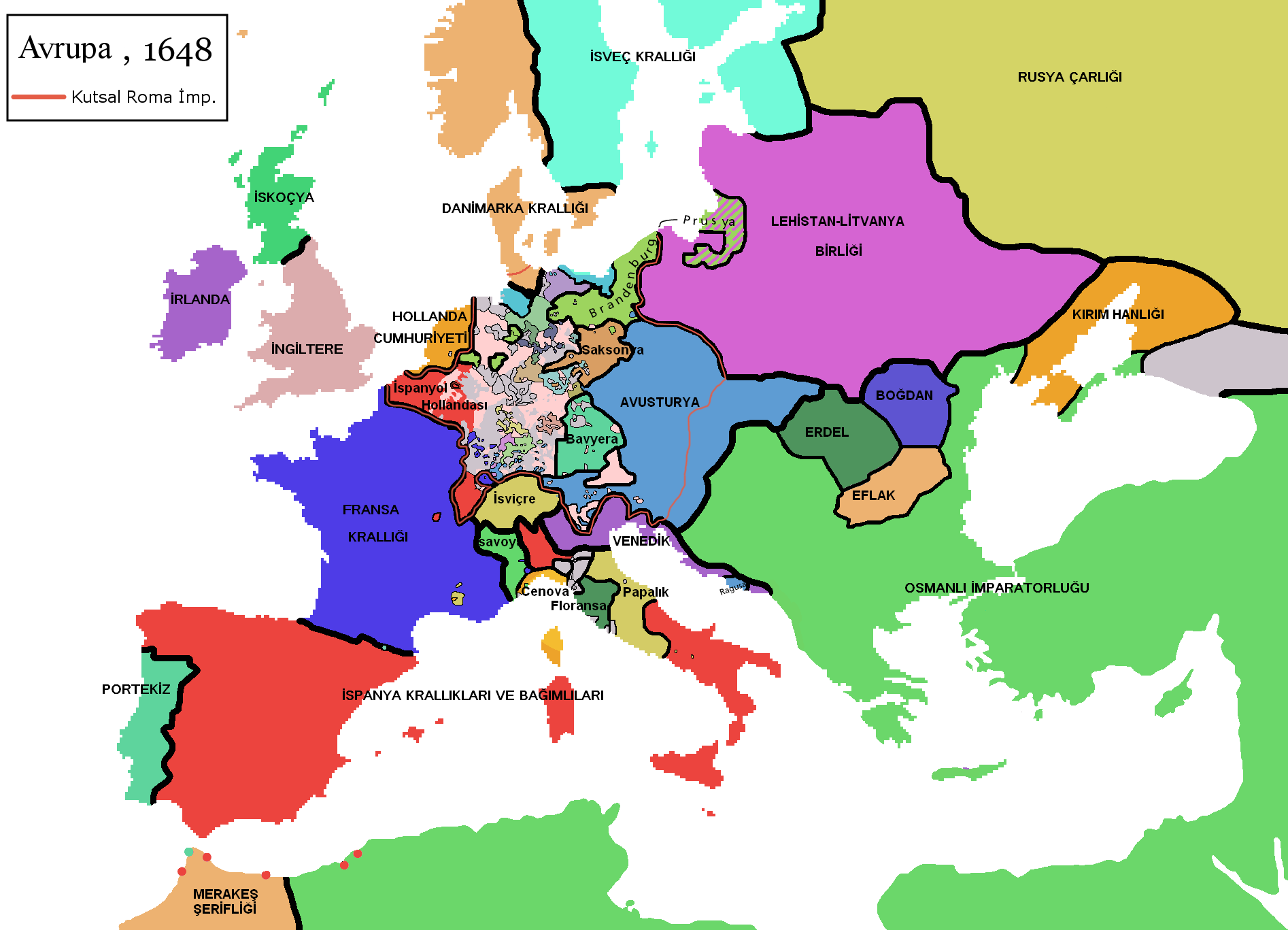
أوروبا في عام 1648

إن حركات الإصلاح التي برزت في المسيحية بأوروبا قد زعزعت إستقرار أوروبا السياسي وأضعفت سلطة الفاتيكان. وبالتالي، فان حرب الثلاثين عاما التي إندلعت هي عبارة عن سلسلة من الحروب التي إندلعت بين اعوام 1618 و 1648 والتي إنضم اليها أغلب الدول الأوروبية. وفي الواقع، فعلى الرغم من الصراع الطائفي البروتستاني – الكاثوليكي، إلا أن معظم الدول المتصارعة قد صارعت من أجل أغراض سياسية وليست دينية وهي حرب داخلية نظرا لأنها صراع إمارات تابعة للإمبراطورية الألمانية الرومانية المقدسة في أنحاء مختلفة.
وانتهت الحرب بانتصار البروتستانت في عام 1648. وإن الامبراطورية الرومانية –الألمانية المقدسة التي تشكلت في ألمانيا إثر الحرب مع صلح ويستفاليا قد إنقسمت للعديد من الدول الصغيرة التي تكون كلا منهما مستقل عن الآخر وتقلصت صلاحيات السلطة الإمبريالية.

## الإمبراطورياتفي نهاية العصر الحديث

### إمبراطوريات بريطانيا وهولندا وإسبانيا

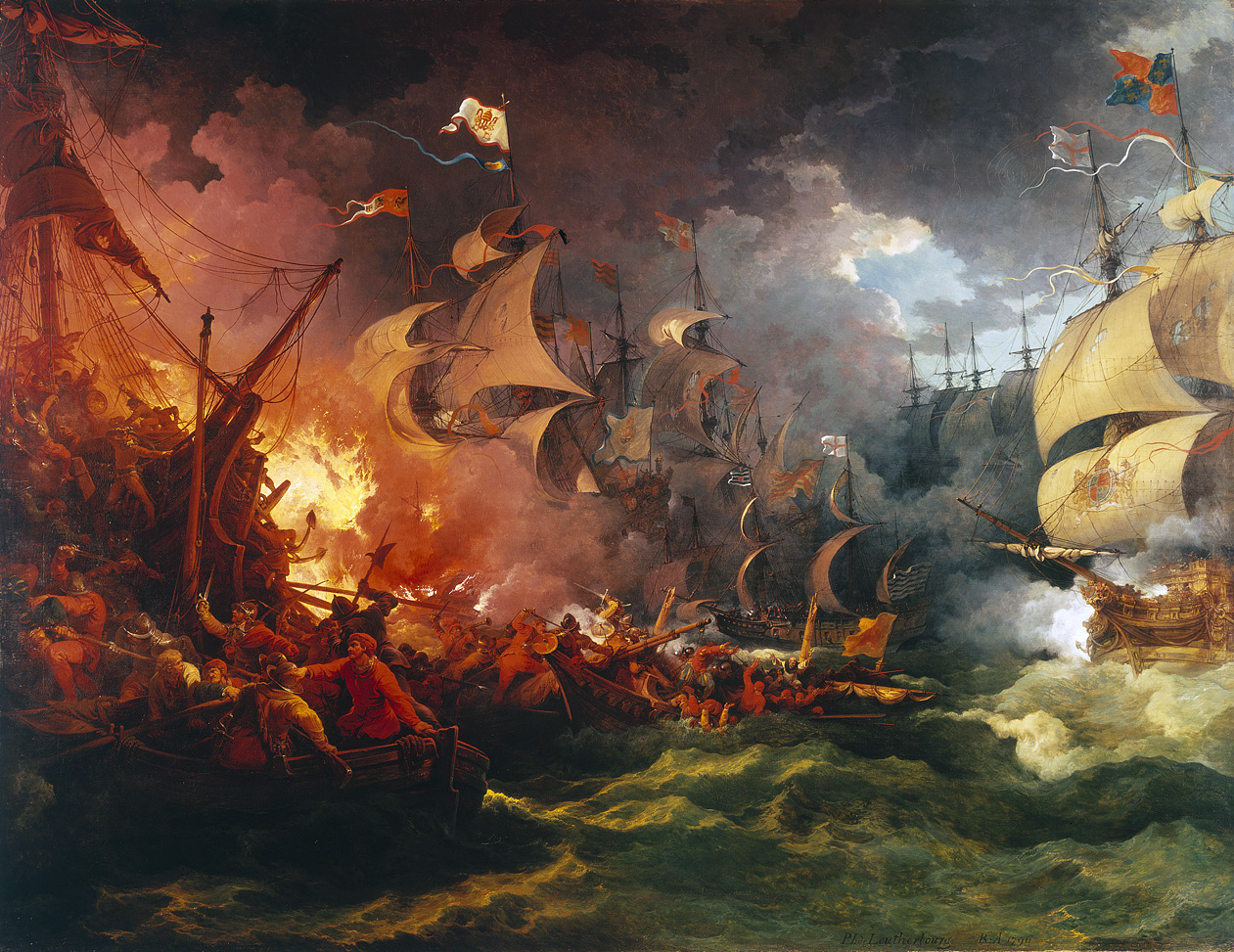
الأرمادا الإسبانية

وحدت إسبانيا كدولة مسيحية مرة أخرى بعد مرور 800 عام في إثر زواج فرناندو الثاني ملك أراغون بإيزابيل الأولى ملكة قشتالة وتوحيده للدولتين وفي إثر أيضا قضاءه على إمارة غرناطة المسلمة في عام 1492. بدأت محاكم التفتيش الأسبانية في عام 1478 في إجبار المسلمين واليهود الذين يعيشون في البلاد على اعتناق المسيحية. وصادرت أموال المسلمين واليهود الذين لم يعتنقوا المسيحية في البرتغال وإسبانيا والذين غادروا البلاد.
إن إمبراطورية إسبانيا التي استولت على قارات أمريكا الوسطى والجنوبية وقارة أفريقيا وجنوب شرق آسيا لأجل تأسيس إسطول كبير فهي تعد أول إمبراطورية إستعمارية في تاريخ العالم. وقد إقتدت إمبراطورية هولندا الإستعمارية بإمبراطوريات البرتغال وإسبانيا الإستعمارية. وقد أسس الهولنديون مستعمرات في أمريكا الشمالية وأمريكا الجنوبية وأفريقيا وجنوب شرق آسيا. وكانت إنجلترا حتى عام 1588 أضعف بكثير من تلك الدول. ومع ذلك، فقد قويت المملكة المتحدة البريطانية في عهد أسرة تيودور وغادرت اسكتلندا. قد وضعت اليزابيث الأولى ملكة بريطانيا أسس الإمبراطوية البريطانية من خلال إلحاق الهزيمة بالأرمادا الأسبانية الذي تعد أقوى أسطول بأوروبا في عام 1588. وهكذا فقد انتهت الهيمنة الأسباينة على المستعمرات الأمريكية، وبعد هذا التاريخ، فقد استولت القوات الهولندية والإنجليزية واحداً تلو الأخر على المستعمرات التي توجد في أمريكا. إن هولندا بعد هزيمتها في المعركتين البحريتين التي أجريت مع بريطانيا فقد إضطرت للانسحاب من أمريكا الشمالية في عام 1667. أما فرنسا فقد تركت كل مستعمراتها في أمريكا الشمالية لإنجلترا بمعاهدة باريس التي ابرمت في نهاية حرب الاعوام السبع بتاريخ 1763 وهكذا فقد استولت إنجلترا على كل المستعمرات التي توجد في أمريكا الشمالية. وقد أسست مملكة بريطانيا العظمى من خلال توحيد إنجلترا واسكتلندا في عام 1707. وقد أسست المملكة المتحدة البريطانية والإيرلندية العظمى من خلال ضم إيرلندا لهذا الاتحاد في عام 1800. إن المملكة المتحدة في العصر الفيكتوري التي حكمت ما بين اعوام 1837 و 1901 أصبحت إمبراطورية لا تغرب الشمس عنها. فعندما حل عام 1921 , استولت على عدة مناطق تبلغ مساحتها 36.6 مليون بما في ذلك الهند وأمريكا الشمالية والشرق الأوسط وأستراليا وكانت تحكم 458 مليون شخصا. كان يعيش ربع العالم من حيث المسافة وعدد السكان تحت هيمنة بريطانيا.

### الإمبراطوريةالعثمانيةوالإمبراطوريةالروسية
إن التحالف العثماني المقدس الذي تحقق ما بين اعوام 1683-1699 قد بدأ في فقد هيمنته العسكرية بسبب هزيمة الإمبراطورية العثمانية في الحروب. وقد عانت الهيمنة في أوروبا من الانقلابات والكوراث ودخلت مرحلة الانحدار. إن الأمبراطورية الروسية التي أسسها بطرس الأول في عام 1721 بدلا من روسيا القيصرية قد لعبت دوراً هاماً في التاريخ الأوروبي حتى ثورة أكتوبر في عام 1917.

### الثوراتالأمريكيةوالفرنسية

اعلان الاستقلال الأمريكي

كانت فرنسا بجانب إنجلترا من حيث استعمار أمريكا الشمالية لكن عندما خسرت فرنسا في حرب السنوات السبع مع بريطانيا قد أجبرت على ترك كل مستعمراتها في أمريكا الشمالية من خلال توقيع معاهدة باريس في عام 1763. ففي تلك الأثناء، حاولت بريطانيا الحصول على العبء المالي لحرب السنوات السبع من مواطينها الذين يعيشون في مستعمراتها. وقد تسبب هذا الوضع في اضطرابات كبيرة في مستعمرات أمريكا الشمالية. وقد أدت حرب الاستقلال الأمريكية التي شنتها عشر مستعمرات تمردوا في عام 1774 لإعلان الاستقلال في عام 1776. وأجبرت بريطانيا بمقتضى معاهدة باريس التي وقعت في عام 1783 إلى الأعتراف بإستقلال الولايات المتحدة الأمريكية. وبالتالي فقدت بريطانيا جزءاً كبيراً من مستعمراتها في أمريكا الشمالية.

مداهمة الباستيل

دعمت فرنسا حركات الأستقلال الأمريكية ودخلت في أزمة كبرى عندما أنفقت مصاريف القصر الملكي. كان رجال الدين والنبلاء في النظام القديم الذي يسمى بالفرنسية «النظام العتيق» يعفون من الالتزامات الضريبية. وفي عام 1789 جمع ملك فرنسا نبلاء لويس السادي عشر وأقترح إجراء تغييراً في نظام الضرائب. ورداً على هذا الخطاب، أراد النبلاء أن يجتمع المجلس العام مرة أخرى حيث أنه يعد مجلسا يمثل ثلاثة أقسام رئيسة بالمجتمع. وإضطر لويس السادس عشر لقبول هذا الطلب. إلا أن هذا المجلس وبناءً على مطالب أعضاء المجلس (البرجوازية) من الطبقى الوسطى قد تحول لمجلس قومي. إنتاب الملك القلق من هذه التطورات وأقال جاك نيكر وزير المالية الموالي للطبقة الوسطى. تمردت الطبقة الوسطى وفزعت من إسترداد الملك للحقوق التي إكتسبوها. حيث استعانوا بعناصر من الشعوب الأخرى وهاجموا على سجن الباستيل في 14 يوليو 1781. واستولوا على السجن وأخرجوا كل السجناء. وبالتالي، دامت الثورة الفرنسية التي بدات لفترة تقدر بخمس سنوات مختلفة بين أعوام 1789- 1815.

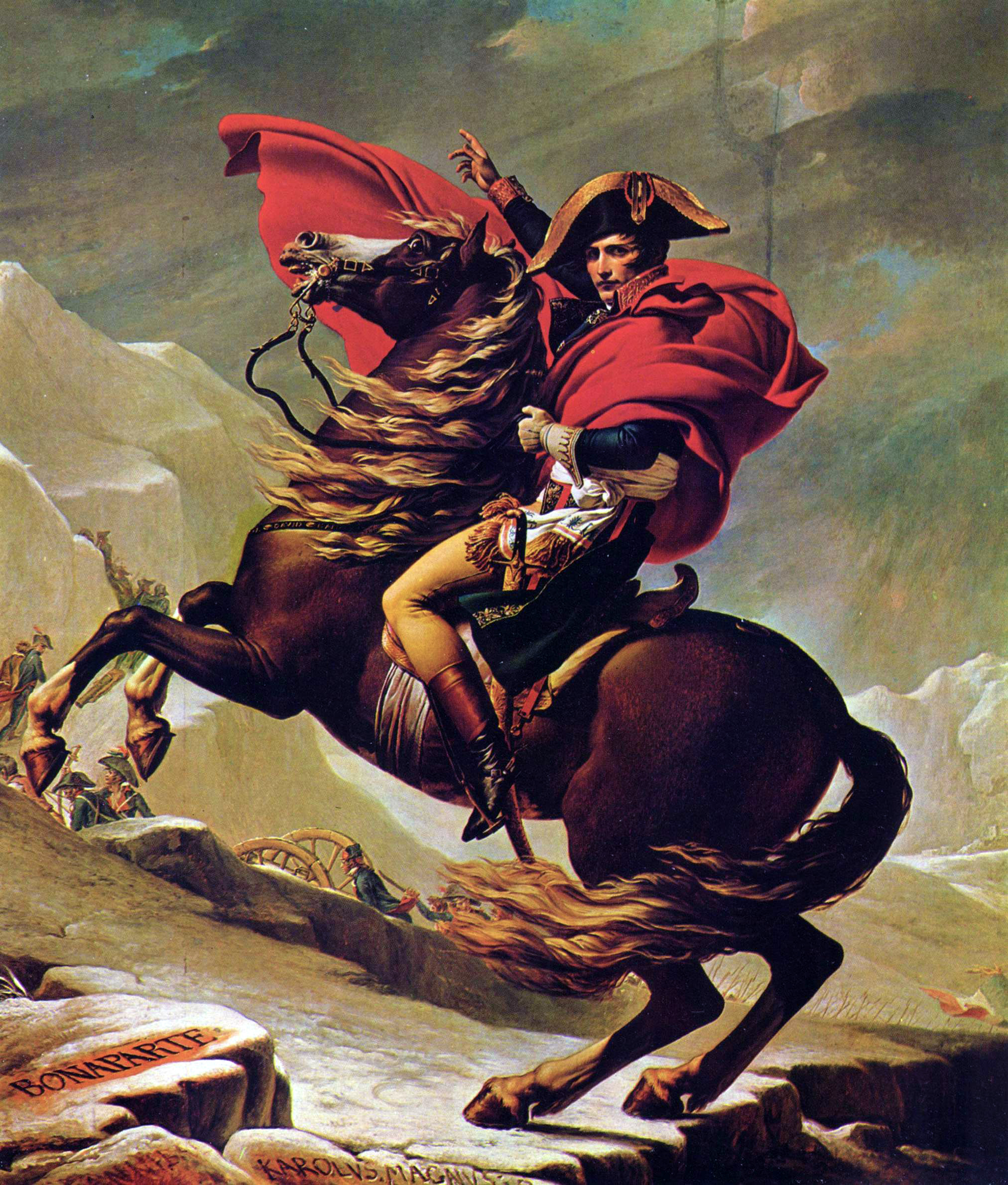
نابليون بونابرت

وبعد الثورة الفرنسية، دخلت فرنسا بقيادة النجم الساطع نابليون بونابرت في سلسلة من الحروب ضد دول قوية أخرى بأوروبا. أجريت هذه الحروب فيما بين أعوام 1800-1815 تحت مسمى الحروب النابليونية ودامت 15 عاما. شكلت دولا مثل بريطانيا، والنمسا، وبروسيا، وروسيا تحالفا فيما بينهم ضد فرنسا في 9 مارس عام 1814 لإعادة ترتيب ميزان القوى الجغرافيا السياسية في أوروبا وبالتالي كان هذا التحالف ليس عسكريا فحسب بل أيضا تحالفاً سياسياً في الوقت نفسه. فقد قرر كلاً المندوبين المسئوليين إرسال كل الدول المشاركة في الحرب وفي معاهدة السلام التي أبرمت في باريس بتاريخ 30 مايو 1814 بمشاركة السويد والبرتغال للمؤتمر الذي عقد في فينيا. وأعيدت مرة أخرى قضية توازن القوى والخريطة السياسية المتدهورة في أوروبا بمقتضى الثورة الفرنسية والحروب النابليونية وبقرارات هذا المؤتمر الذي شارك به جميع الدول الاوروربية بإستنثناء الأمبراطورية العثمانية. وقد لعب المستشار النمساوي كليمنس فون مترنيخ الذي تولى رئاسة المؤتمر في الوقت ذاته أهم دورا في إعادة هيكلة أوروبا مرة أخرى في مؤتمر فينيا الذي عقد في عام 1815. وإذا استلزم الوضع الراهن لبريطانيا العظمى والنمسا وروسيا وبروسيا بأوروربا مذهبا يسمى بنظام مترنيخ الذي برز في نهاية المؤتمر فإنهم سيفكرون حتما في الحماية باستخدام قوة السلاح. ومع ذلك، فإن هذا النظام لم يدم طويلا، وإنهار نظام مترنيخ في نهاية الثورات عام 1848 .

## التنويروالثورة الصناعية

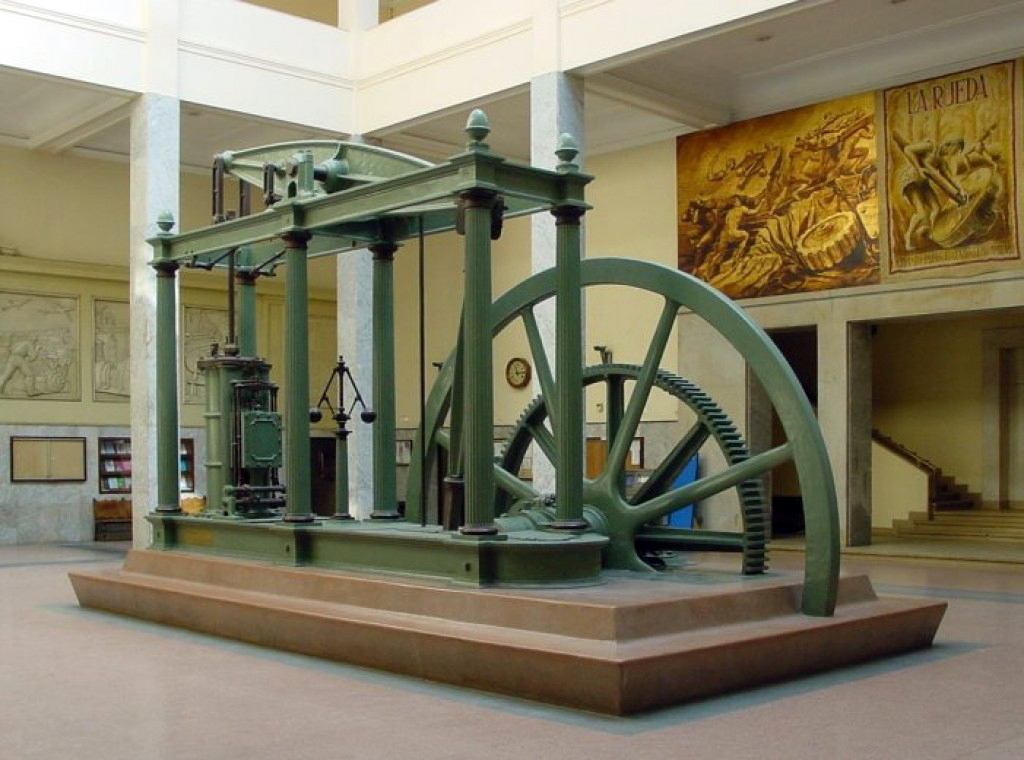
المحرك البخاري الذي اخترعه جيمس واط

بدأت الحركات العصرية في القرن 15 بأوروبا وامتدت للموضوعات العلمية والدينية والفلسفية في القرن 18. وتبنت البنيات التحررية والعقائدية والعلمية بدلا من المعتقدات التقليدية والخرافية وتسمى هذه الفترة بعصر التنوير. ويعد الفرنسي رينيه ديكارت والألماني غوتفريد لايبينز من رواد هذه الفترة. وقد استهل كلا من إسحاق نيوتن ونيكولاس كوبرنيكوس حقبة جديدة في العلوم بتفسيرات عقلانية نقلت الأحداث الفيزيائية والفلكية. أما رينيه ريكارت وايمانويل كانط فقد أعدوا البنية الفلسفية لهذه التطورات العلمية.
أما الثورة الفرنسية فهي تعد تطورا أثرت به الأفكار الجديدة التي برزت في الفن والدين والعلوم والفلسفة على الحياة اليومية للأشخاص لأول مرة. ان تصنيع المنتجات الاستهلاكية من خلال استخدام قوة الآليات قد نهض فورا بمستوى الرفاهية للشعوب الأوروبية. لا يزال الدخل القومي مستمرا صعودا وهبوطا على مدار التاريخ حتى القرن 16 . وقد بدأ يتزايد أضعافا مضعفة فجأة. وقد أدى إلى الانفجار السكاني. وبالمقارنة مع قارات أخرى من القارة الأوروبية، فقد ساهم هذا في القوة العسكرية والاقتصادية. وبصفة خاصة في هذه التطورات كان هناك دورا كبيرا للمحركات البخارية. فقد بدأ استخدام المحرك البخاري من ناحية بدلا من القوة البشرية في المصانع ومن ناحية أخرى قد سمح بتنقل الإنسان والبضائع بشكل أسرع حيث أنه هيأ لتحرك السفن والقاطرات بشكل أسرع.

## حرب القرم

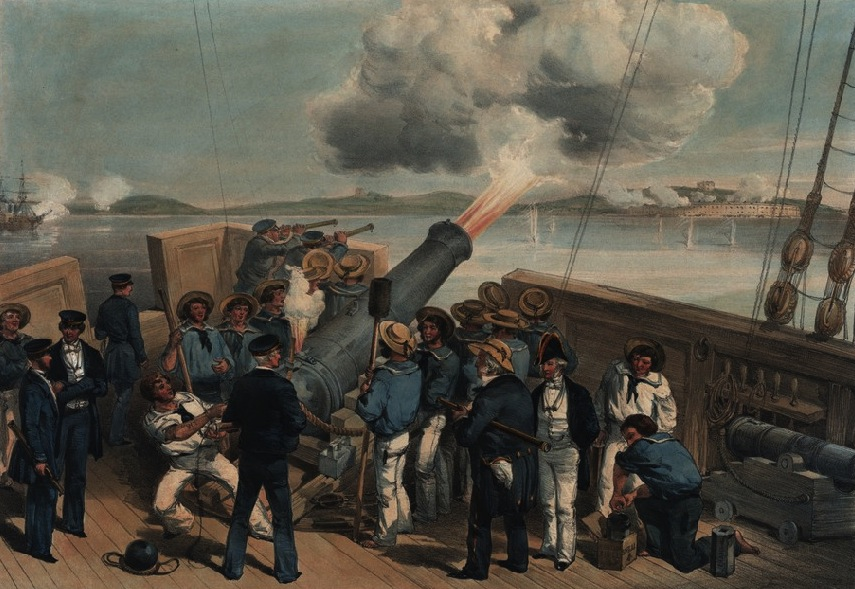
القصف البريطاني خلال حرب القرم

تابعت روسيا سياسة تدهور الدولة العثمانية حتى عام 1853 وفي تلك الوقت قررت ابادة الامبراطوية العثمانية تماما من خلال تغيير هذه السياسة. واستخدمت قضية الأراضي المقدسة لتلك الغرض. أرسل اللواء والدبلوماسي الروسي ألكسندر مينشيكوف لاسطنبول حيث أنه اقترح تحويل رعاية الأقلية الأرثوذكسية من الدولة العثمانية لروسيا. وقد كان الغرض الرئيس لروسيا هو اضعاف هيمنة الامبراطورية العثمانية. لأنها وسيطة في الشئون الداخلية. أرسلت الحكومة البريطانية ستراتفورد كانينج لإسطنبول وأقنعته برفض مطالب روسيا. وبناء على ذلك، أرسلت روسيا جيشها دون اعلان حتى الحرب لأفلاق وموالدفيا في 2 يوليو 1853. وعقد كلا من بريطانيا وفرنسا والنمسا وبروسيا مؤتمرا في فينيا وحاولوا منع الحرب ولكنهم لم ينجحوا. ورفضت روسيا الخروج من أفلاق وموالدفيا وأعلنت الامبراطورية العثمانية الحرب على روسيا في 23 أكتوبر 1853. وحثت كلا من بريطانيا وفرنسا الامبراطورية العثمانية على الحرب على روسيا في 28 مارس 1854.
حاصرت فرنسا والمملكة المتحدة ميناء سيفاستوبول الذي يقع على البحر الأسود بروسيا في 17 أكتوبر 1854. وقد دام حصار سيفاستوبول لنحو عاما حيث أنه أدى إلى سقوطه في 11 سبتمبر 1855. وبالإضافة إلى ذلك فقد صارعوا في بحر أزوف وبحر البلطيق وفي القفقاز وفي المحيط الهادي. وانضم أيضا الإيطاليون للحرب. وفي النهاية، فقد وافقت روسيا على ابرام اتفاقية في 30 مارس 1856. وبموجب اتفاقية باريس التي ابرمت بين فرنسا وبريطانيا والامبراطورية العثمانية وسردينيا فقد اعترفت روسيا بوحدة أراضي الامبراطوية العثمانية.

## الحركات الشعبية والوعي الوطني

### ثورات 1848وتوحيدإيطالياوامبراطوريةألمانيا
كانت القرارات الصادرة في مؤتمر فينيا الذي عقد بعد حروب نابليون في عام 1815 تهدف لاقامة توازن فيما بين القوى العظمى بأوروبا. ومع ذلك فان المشاكل الناجمة عن الثورة الصناعية وعن الشجاعة التي منحتها الثورة الفرنسية لشعب أوروبا قد سمحت لهذا التوازن. لقد حدثت العديد من الثورات بأوروبا فيما بين اعوام 1815-1871 وحركات الوحدة الوطنية والحركات الاشتراكية والأناركية. انتقد الفيلسوف الألماني كارل ماركس الرأسمالية الملكية الخاصة في البيان الشيوعي الذي كتبه في عام 1848 فقد حدثت انتفاضات ومظاهرات وأعمال شغب باسم ثورات 1848 في أفلاق والتي تكون وثيقة الصلة بفرنسا والنمسا وبولندا وحتى الامبراطورية العثمانية وأيضا في المناطق الألمانية والإيطالية الذين كانوا دويلات منفصلة بأوروبا في ذلك الحين.
وخلال الحروب النابليونية انهدمت تلك الدويلات في شبه الجزيرة الإيطالية. واحتلت النمسا جزءا كبيرا من إيطاليا. كان مؤتمر فينيا يفكر في إعادة تأسيس الدول القديمة في شبه الجزيرة الكورية مرة أخرى. ومع ذلك، بدأ ينتشر بين الشعب فكرة إنشاء دولة واحدة في شبه الجزيرة الإيطالية بدلا من إعادة تأسيس هذه الدولة. بدأت الجمعيات السرية التي تدعي كاربوناري العمل من أجل توحيد إيطاليا ومن الجدير بالذكر أن جوزيبي كاريبالدي هو بطلا لهذه الحركة التوحيدية. كان فيتوريو ايمانويل الثاني ملك سردينيا من بين أنصار تلك الحركة التوحيدية. شعر سردينيا بأمس الحاجة لدعم بريطانيا وفرنسا لطرد النمساويين من إيطاليا وانضمت لحرب القرم ولكنها لم تجد أي جدوى من هذا. لم تتمكن النمسا من تحمل الصمود أمام التمردات الجارية وفي النهاية تخلت عن إيطاليا باستثناء البندقية وأعلن عن قيام مملكة إيطاليا في عام 1861. وكان فيتوريو ايمانويل أول ملك لايطاليا.

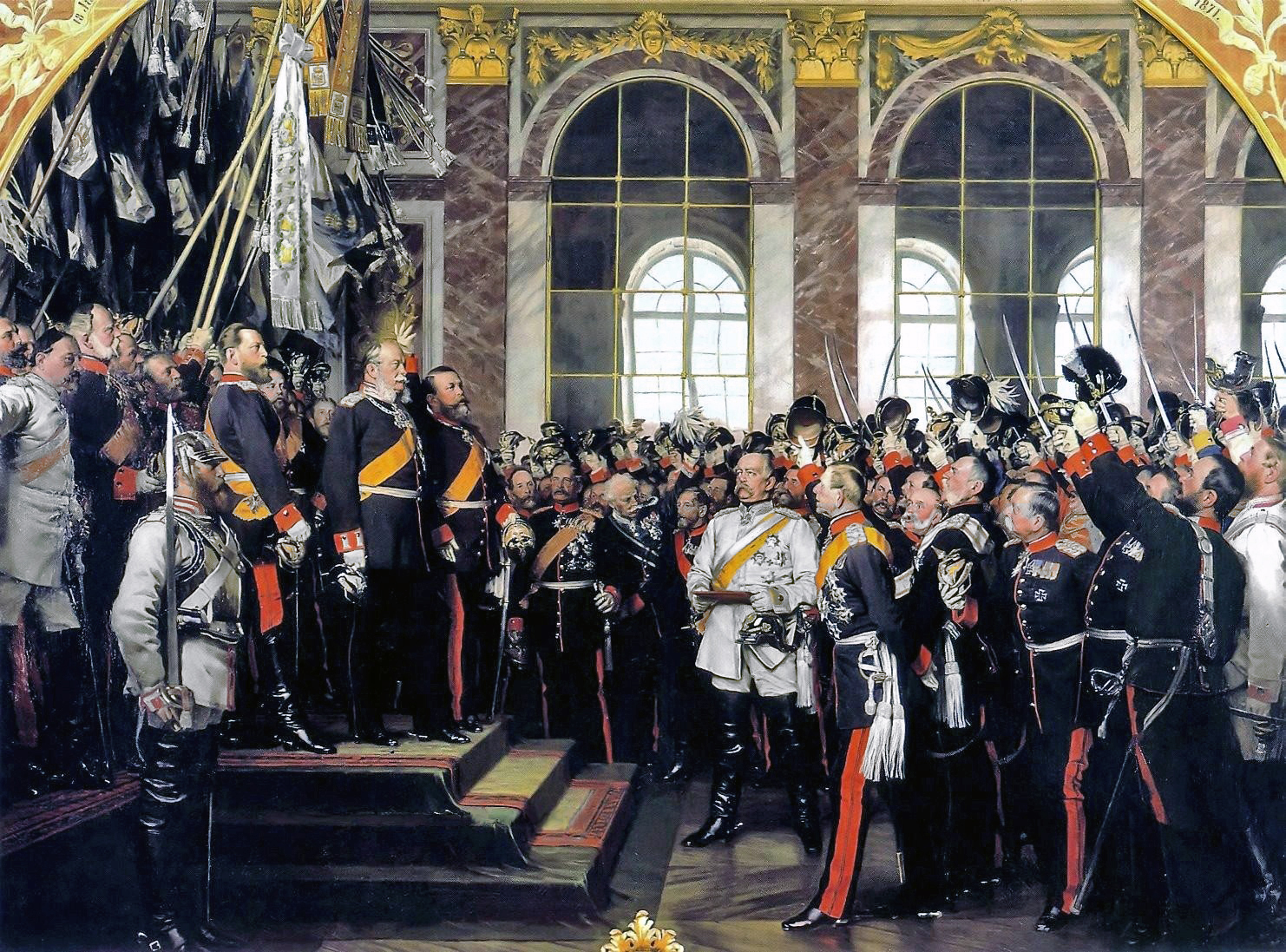
تأسيس امبراطورية ألمانيا

أما توحيد ألمانيا فقد تحقق فيما حول بروسيا. وتولى ويلهلم اوتو فون بسمارك رئاسة الوزراء في عام 1862. وحل مجلس بروسيا وأعلن الحرب على الدنمارك واستولى على الدويلات الألمانية واحدة تلو الأخرى باستخدام قوة بروسيا العسكرية وأسس الاتحاد الألماني الشمالي. وكان عاصمة هذه الاتحاد برلين، حيث انه هزم الجيش الفرنسي بقيادة نابليون الثالث وفاز على منطقتي الألزاس واللورين. وبالتالي، تأسست الامبراطورية الألمانية في 8 يناير 1871 وحكمت سلالة هوهنزولرن الامبراطورية الجديدة وكان امبراطور ألمانيا هو المستشار فيلهلم الأول بسمارك ملك بروسيا وكانت عاصمتها برلين 

## الحروب العالمية

### الحرب العالمية الأولى–الحرب العالمية الثانية– الجبهةالأوروبيةفيالحرب العالمية الثانية

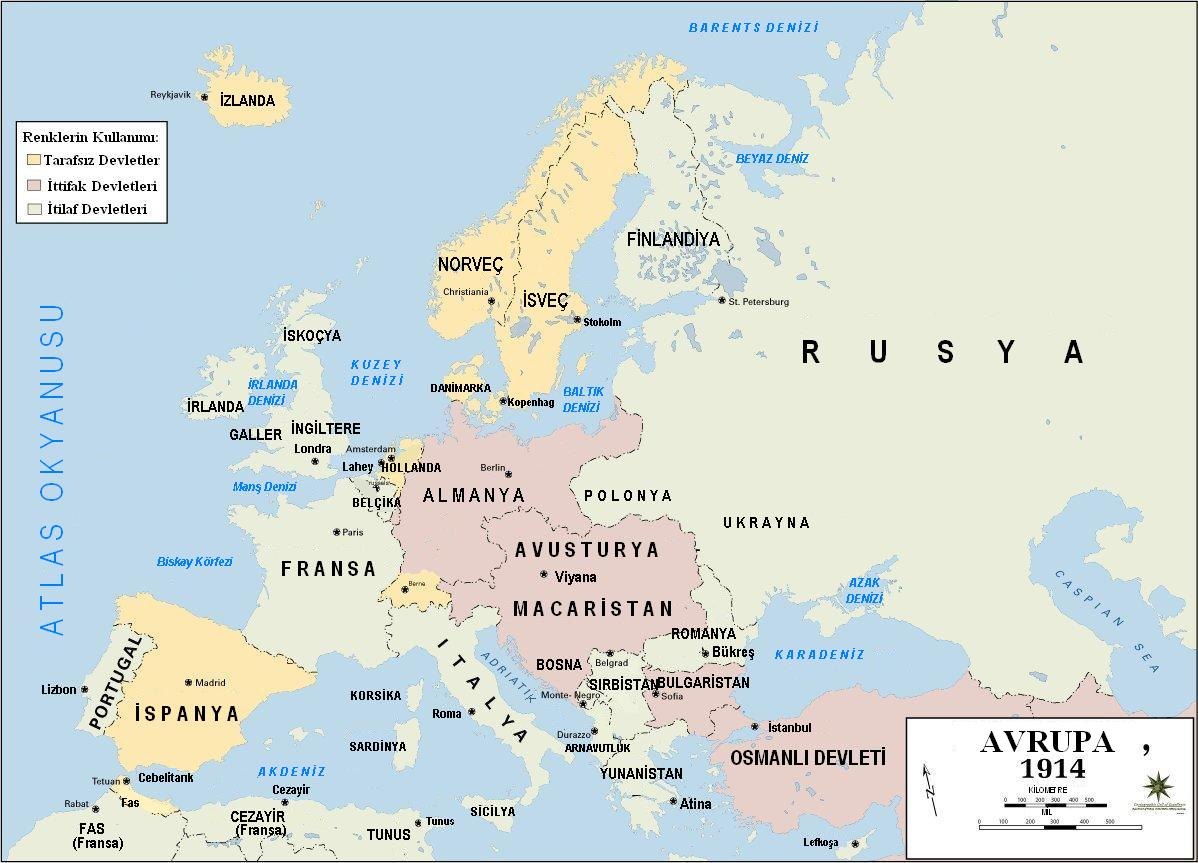
أوروبا في عام 1914

لقد اختل توازن القوات الأوروبية تماما في أوائل القرن 20 وكانت ألمانيا التي أنشئت حديثا لم يكن لديها مستعمرات في اسيا وأفريقيا على النقيض من دول أوروبية أخرى. وكانت تسعى فرنسا لاسترداد الألزاس واللورين من ألمانيا، وكانت مصالح روسيا والنمسا تحتك بالدول السلافية في البلقان وفي النهاية بدأت النمسا الحرب عندما قام الصربي جافريلو برنيسيب باغتيال فرانز فرديناند في كاراييفو  وشكلت ألمانيا والنمسا وبلغاريا والامبراطورية العثمانية دول المحور. أما بريطانيا، وفرنسا، وإيطاليا، وروسيا، والولايات المتحدة، وبلجيكا وأستراليا فقد شكلوا دول الحلفاء. وقد بدأت الحرب العالمية الأولى في 28 يوليو 1914 وقد حاربت العديد من الجبهات بها مثل الجبهة الغربية وجبهة القوقاز وجبهة تشاناكالي والجبهة الجاليكية وسوريا وسيناء والعراق ومقدونيا.

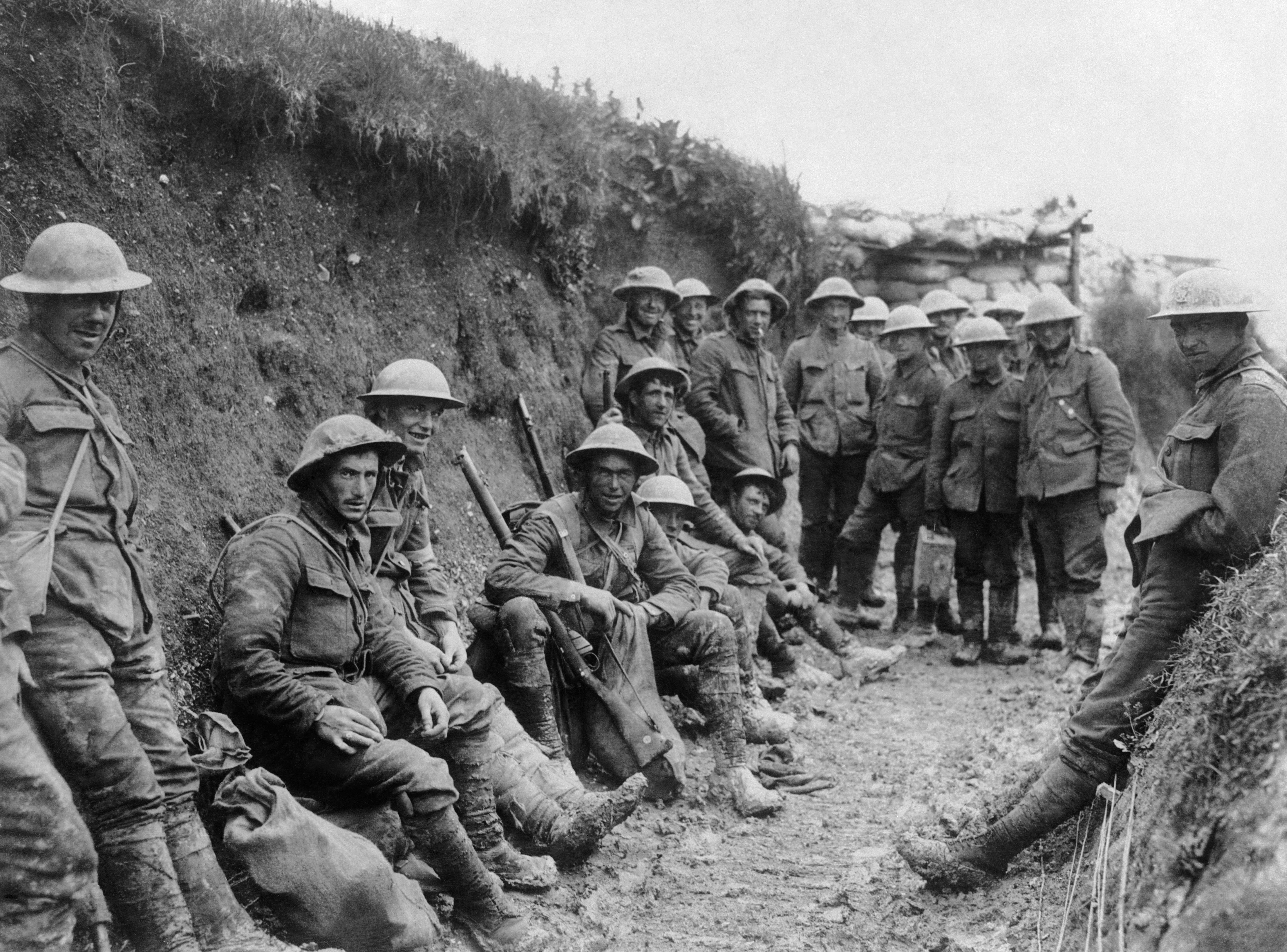
الجنود الأيرلنديين خلال معركة السوم بالحرب العالمية الأولى في عام 1916

امتدت هذه الحرب للدول في جميع أنحاء العالم وللمستعمرات في القارات الأخرى وانتهت بهزيمة دول المحور في عام 1918. وفي نهاية الحرب انهارت ثلاث امبراطوريات كبيرة بأوروبا مثل الامبراطوية الروسية والامبراطورية النمساوية –المجرية والامبراطورية العثمانية. قامت ثورة أكتوبر في روسيا في 7 نوفمبر 1917 وبناء عليها انسحبت روسيا من الحرب بتوقيع معاهدة السلام «بريست ليتوفسك» مع القوى المركزية في 3 مارس 1918. وقعد اعتمدت الاقتصاد الشيوعي باسم الاتحاد السوفيتي وأنهت الامبراطورية العثمانية الحرب في 30 أكتوبر 1918 بتوقيع هدنة «مودروس». وأعلنت الجمهورية التركية بدلا من الامبراطورية العثمانية في 19 أكتوبر 1923. أما ألمانيا فقد انسحبت من الحرب بتوقيع معاهدة السلام «فرساي» في 28 يونيو 1919.

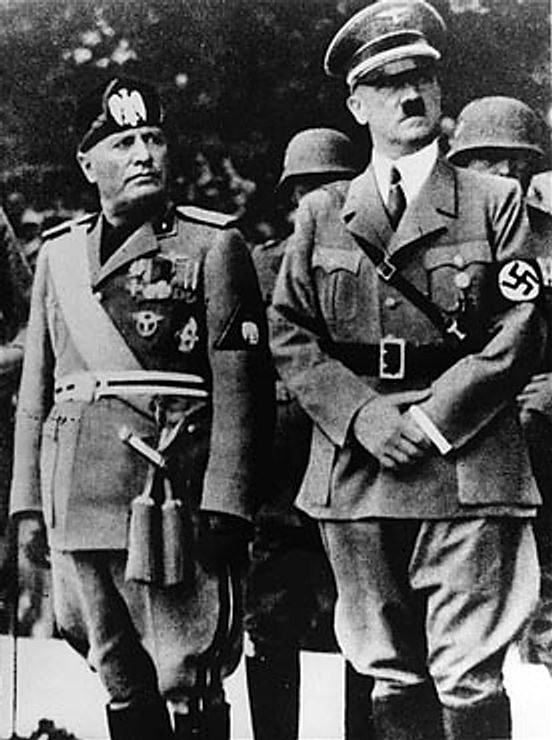
بنيتو موسوليني رئيس الوزراء الإيطالي و أدولف هتلر رئيس الوزراء الألماني

ومع ذلك، فعلى الرغم من كل هذا الا أن السلام في أوروبا لم يدم طويلا. فبعد الحرب العالمية الأولى، أصبحت الولايات المتحدة الأمريكية قوة اقتصادية كبرى في العالم. وحدت من قوة بريطانيا وخرجت ألمانيا من الحرب بخسارة فادحة. وارتفعت معدلات البطالة والتضخم باستمرار في إيطاليا. وشعرت كل دول أوروبا بألازمة الاقتصادية العالمية في عام 1929 وقد تولى الحكم كلا من بنيتو موسوليني قائد الحرب الفاشي في إيطاليا في عام 1922 ودولف هتلر رئيس حزب العمال الشيوعي الألماني في عام 1933. وانتهت الحرب الأهلية الأسبانية التي بدأت في عام 1936 بفوز القوميين بقيادة الجنرال فرانسيسكو فرانكو. ومنذ ذلك الحين عاشت أسبانيا 36 عاما في ظل ديكتاتورية فرانكو.
قررت ألمانيا في عام 1938 ضم النمسا. وهاجم الجيش الألماني في 1 سبتمبر 1939 على بولندا. وبالتالي، قد بدأت الحرب العالمية الثانية. وظلت إسبانيا والسويد وسويسرا والبرتغال وتركيا على الحياد وكانت اليابان وإيطاليا وكرواتيا حلفاء رئيسين لألمانيا في هذه الحرب. وأثناء بدء الحرب، فان الأشخاص المناهضين للنظام ومن بينهم لاسيما فيما يقرب من 6 مليون يهودي بسبب سلسلة من المجازر التي تسمى بمجزرة هولوكوست والتي أطلقتها ألمانيا في جيع أنحاء أوروبا فقد اغتالو الأقليات الدينية والعرقية واللوطيين. وتوفي في هذه الحرب أكثر من 70 مليون شخصا وانتهت بهزيمة ألمانيا وإيطاليا. وبعد الحرب، قسم كلا من الولايات المتحدة وبريطانيا وفرنسا والاتحاد السوفيتي ألمانيا إلى أربع مناطق محتلة. وأصبحت المنطقة التي احتلها الاتحاد السوفيتي في عام 1949 جمهورية ألمانيا الديمقراطية وكان الثلاث مناطق الأخرى جمهورية ألمانيا الاتحادية وخرجت الولايات المتحدة الأمريكية والاتحاد السوفيتي من الحرب كدول عظمى.

### الحرب الباردة

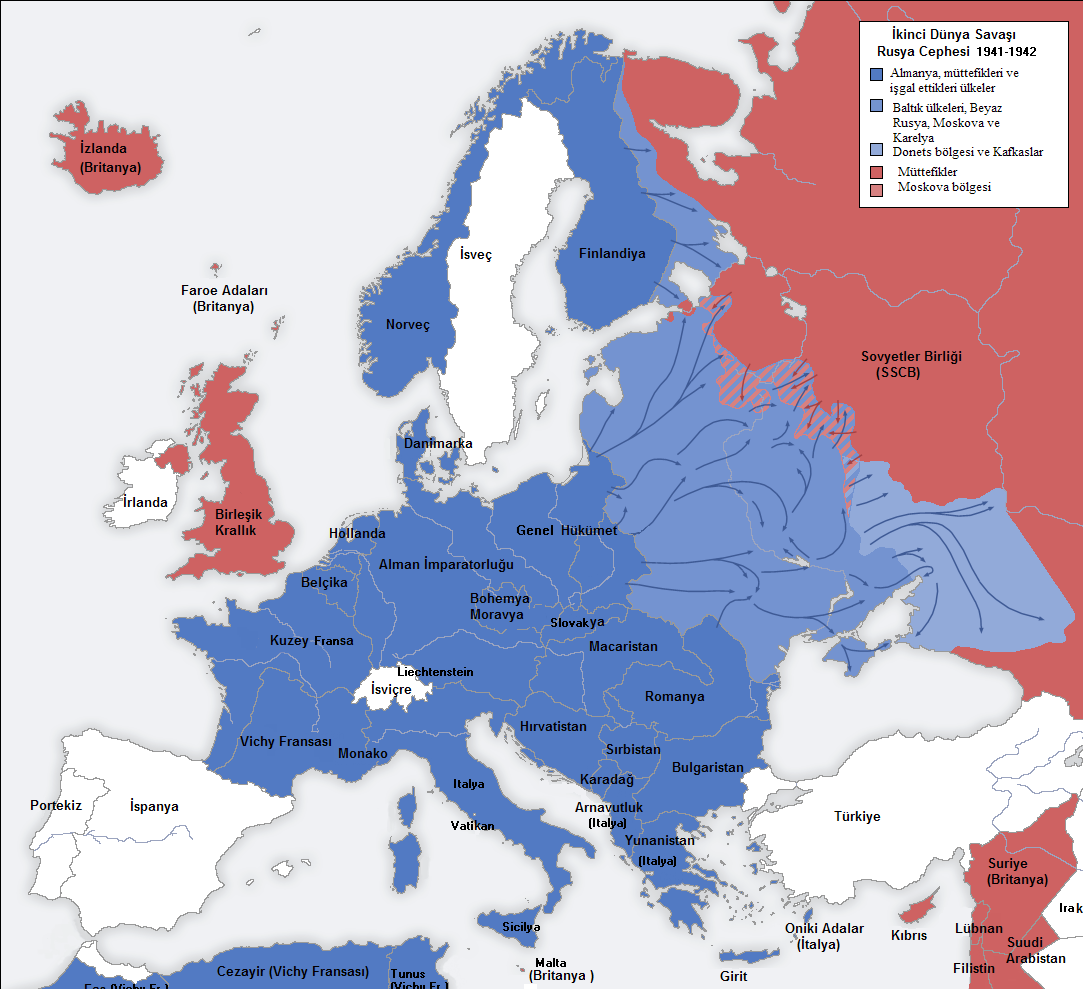
أوروبا في عامي 1941-1942

بعد الحرب العالمية الثانية، انقسمت الدول الأوروبية لقطبين من الناحية السياسية والاقتصادية. وشكلت كلا من ألمانيا الشرقية الواقعة في أوروبا الشرقية وبولندا ورومانيا وبلغاريا وتشيكوسلوفاكيا حلف وارسو تحت قيادة الاتحاد السوفيتي. وشكلت أيضا كلا من بريطانيا العظمى وفرنسا وإيطاليا وإسبانيا واليونان وتركيا حلف شمال الأطلنطي بقيادة الولايات المتحدة. وتعرف دول حلف وارسو بالكتلة الشرقية. ودول حلف الأطلسي بالكتلة الغربية.

الكتل الشرقية و الغربية

وعلى الرغم من وجود الجمهورية الاتحادية الاشتراكية اليوغوسلافية والدول الاشتراكية الألبانية الا انها لم تنضم لحلف وارسو ورجحت بأن تكون على الحياد وبالإضافة إلى ذلك، كانت يوغوسلافيا من مؤسسي حركة عدم الانحياز وظلت على الحياد خلال الحروب الباردة. وأيضا الدول الأوروبية الكبرى الأخرى مثل سويسرا والنمسا وايرالندا والسويد وفلندا.
وابتداء من عام 1950 , بدأ يتبلور جو من التوتر المتصاعد بين الكتلتين وتسمى فترة التوتر المشار اليها بالحرب الباردة. وإذا لم يتحول هذا التوتر لحرب متوهجة بين الجانبين في أي وقت من الاوقات فان كلا الجانبين سيحاولون التشاجر مع بعضهما البعض بمعنى الكلمة. فعندما يحين الوقت سيصبحون على حافة الحرب الساخنة وخلال هذه الفترة فان أهم حدث جدير بالذكر في تاريخ حلف شمال الأطلنطي هو استبعاد فرنسا من الجناح العسكري لحلف شمال الأطلنطي في مارس 1966 وثاني أهم حدث في حلف وارسو هو قمع جيوش الاتحاد السوفيتي للثورة الهنغارية ولربيع براغ في عام 1956 بوحشية.
والاحداث الهامة الأخرى الجديرة بالذكر في تلك الفترة هي انهاء الحرب الأهلية اليونانية وثورة القرنفل البرتغالية والانتقال الديمقراطي الأسباني.
تعد الحرب الكورية من أول مراحل الحرب الباردة. وتعد إحدى نقاط التحول الأخرى في حرب «جدار برلين» التي قامت لتجنب هروب مواطني ألمانيا الشرقية للغرب في عام 1961. فان قمع دول وارسو لربيع براغ بالقوة في تشيكوسلوفاكيا في عام 1968 قد زودت أكثر من حدة التوتر بين الجانبين. وان حرب فيتنام ما هي الا حركات عسكرية قامت بها الولايات المتحدة الأمريكية المحتلة لغرينادا وبنما خلال الحرب الباردة. وان الإخفاق الذي تحمله الاتحاد السوفيتي في أعقاب احتلال أفغانستان قد أضعف الكتلة الشرقية. وان بولندا، وألمانيا الشرقية وعدد من الحركات الاجتماعية في الاتحاد السوفيتي قد انتهت بتفكك اتحاد الجمهوريات الاشتراكية السوفياتية وبانهيار جدار برلين. وبالتالي انتهت الحرب الباردة.

## أوروبااليوم: فيما بعدالحرب الباردة

### تفكك اتحاد الجمهوريات السوفياتية وتفككيوغوسلافياوتفككتشيكوسلوفاكيا

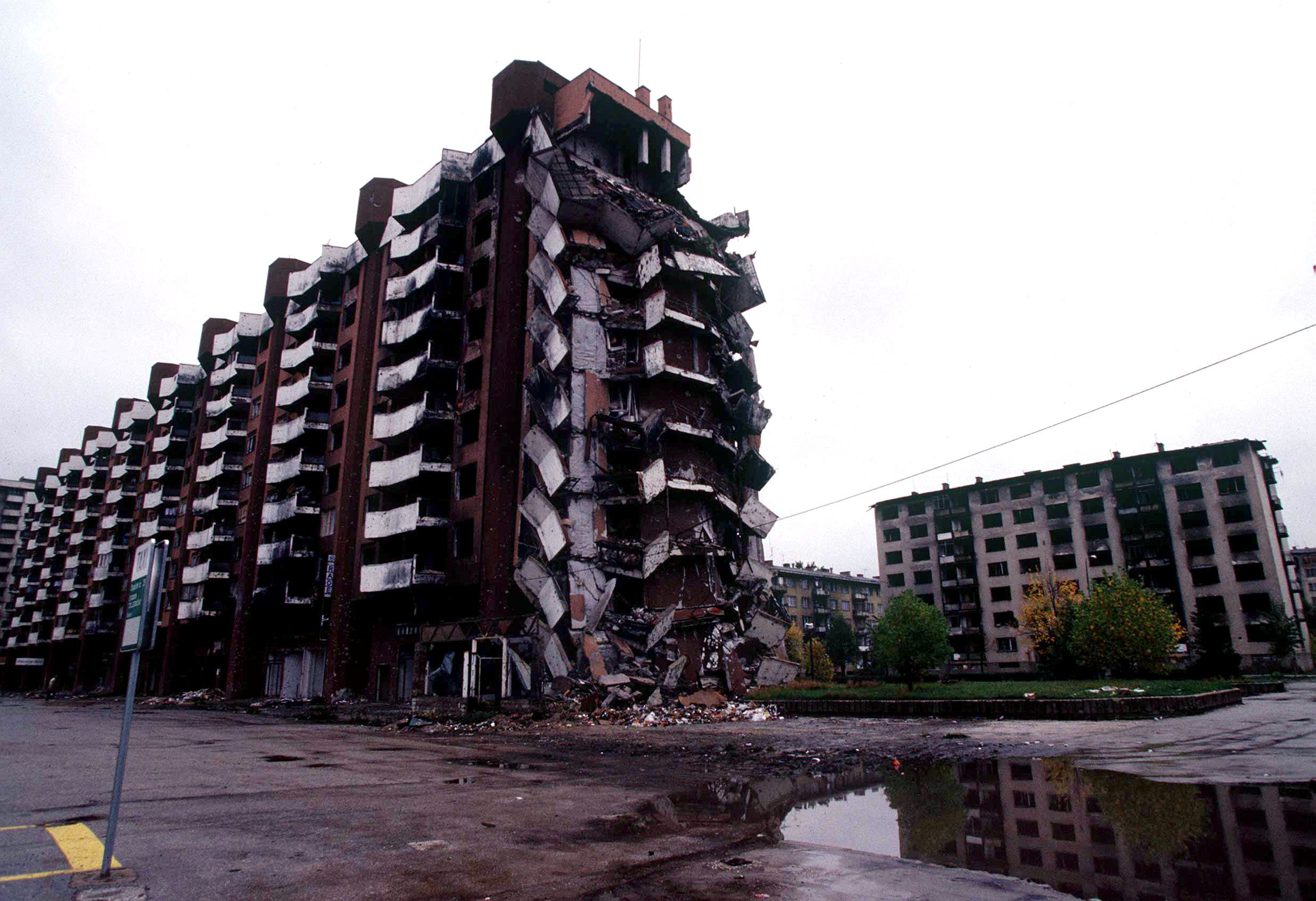
سراييفو خلال حرب البوسنة

وقد أدت نهاية الحرب الباردة إلى ظهور بعض الحركات القومية مرة أخرى حيث أنها ظلت تحت وطأة أوروبا الشرقية. وانقسمت تشيكوسلوفاكيا سلميا في 1 يناير 1993 وانقسمت لدولتين تحت اسم جمهورية التشيك وسلوفاكيا. أما تفكك يوغوسلافيا فكان دمويا. ولقى فيما يقرب من 50 ألف شخصا حتفهم في حرب البوسنة فيما بين أعوام 1992-1995 واضطر مئات الالاف من الناس للهجرة. الا أن الحرب قد انتهت نتيجة عملية القوة المتعمدة لحلف شمال الأطلسي.

و ظهرت مشكلة عرقية أخرى في يوغوسلافيا وكانت في منطقة كوسوفو الوثيقة الصلة بصربيا. فعندما قضت صربيا على استقلال كوسوفو في عام 1990 أراد الألبان الذين يشكلون أغلبية السكان الاستقلال. وقد نفذ الجيش اليوغوسلافي عملية ضد الألبان وقد أدت إلى حرب كوسوفو فيما بين عامي 1998-1999. وقد قصفت طائرات حلف شمال الأطلنطي بعض الصواريخ في صربيا فيما بين 22 مارس – 11 يونيو عام 1969 للقضاء على العنف الذي قام به شعب يوغوسلافيا المدني. وأرادت يوغوسلافيا السلام وبالتالي انتهت الحرب في كوسوفو وأسست المحكمة الجنائية الدولية ليوغوسلافيا القديمة في لاهاي من أجل مجرمي الحرب. وقد حكم سلوبودان ميلوسيفتيش بتهمة ارتكاب جرائم حرب في يوغوسلافيا وأعدم في لاهاي في 11 مارس عام 2006. أما رادوفان كراديتش المعروف بجزار البوسنة قد ألقى القبض عليه في 21 يوليو عام 2008. أما راتكوملاديتش فقد احتجزته خدمة المخابرات الصربية وقوات الشرطة الخاصة رهن التحقيقات في قرية لازاريفو الواقعة بالقرب من بلدة زريناي والوثيقة الصلة بمنطقة فويفودينننا المستقلة الواقعة في شمال صربيا في 26 مايو 2011  واعلنت كوسوفو استقلالها في 17 فبراير عام 2008. أما تفكك جمهوريات الاتحاد السوفيتي فقد كانت أكثر دموية.
وفي عام 1988 , قد أشعلت كارباخ الحرب بين الأرمن الذين يرفضون ارتباط أرمينيا الاشتراكية السوفياتية بأوبلاست ناغورني كاراباخ المستقلة والوثيقة الصلة بجمهورية أذربيجان السوفياتية الاشتراكية وبين الأذربيجان الذين لم يتقبلوا ذلك. وعقب تفكك الاتحاد السوفيتي رسميا في عام 1991 وانشاء رابطة الدول المستقلة بدلا منه مباشرة تحول الامر لصراع ساخن فيما بين جمهورية أرمينيا وجمهورية أذربيجان. وقد وقعت مذابح مثل مذبحة سومغايت ومذبحة كيروفاد ومذبحة باكو ومذابح أيضا مثل مذبحة خوجالي ومذبحة مراغا بسبب تحول الصراعات العرقية فيما قبل الحرب لحرب ساخنة. وأعلنت جمهورية ناغورني كاراباخ استقلالها في عام 1993 وظفرت أرمينيا وجمهورية ناغورني كاراباخ في الحرب. وتوصلوا إلى وقف اطلاق النار بين أذربيجان وأرمينيا في مايو عام 1994. وبعد فترة وجيزة، أسست مجموعة مينسك لتسوية مشكله كاراباخ. ودامت هذه المشكلة حتى يومنا هذا. وأعلنوا استقلال ترانسينستريا وغاغاوزيا في عام 1990. وخاضت ترانسنيستريا الحرب في مولودوفا في عام 1992. ومنح الاستقلال لغاغاوزيا في عام 1994. وهذه هي المشكلة العرقية الوحيدة التي حلت في الاتحاد السوفيتي السابق. وحدث صراع أوسيتيا – انغوشيا في نهاية عام 1992. وبدأت الحرب الشيشانية الأولى فيما بين أعوام 1994- 1996 وأيضا الحرب الشيشانية الثانية في عام 1999.
والمشكلة العرقية الأخرى التي حدثت في الاتحاد السوفيتي السابق هي أبغازيا وأسيتيا الجنوبية. حيث في ذلك الوقت اشتعل فتيل الحرب الأهلية الجورجية وكانت جورجيا تعاني من اضطرابات سياسية انذاك واضطرت للقتال من ناحية مع أبخازيا ومن ناحية أخرى مع انفصالي أوسيتيا. وفي نهاية الحرب أعلنت أبخازيا وأوسيتيا الجنوبية استقلالهم وبعد ذلك حدثت صراعات فيما بين جورجيا وأبخازيا وأوسيتيا الجنوبية فيما بين أعوام 1998-2004-2008. وبعد حرب أوسيتيا الجنوبية في عام 2008 قد اعترف كلا من روسيا ونيكاراغوا، وفنزويلا، وناورو بأبخازيا وأوسيتيا الجنوبية.

## الاتحاد الأوروبي

### تاريخالاتحاد الأوروبيوالتكامل الأوروبي

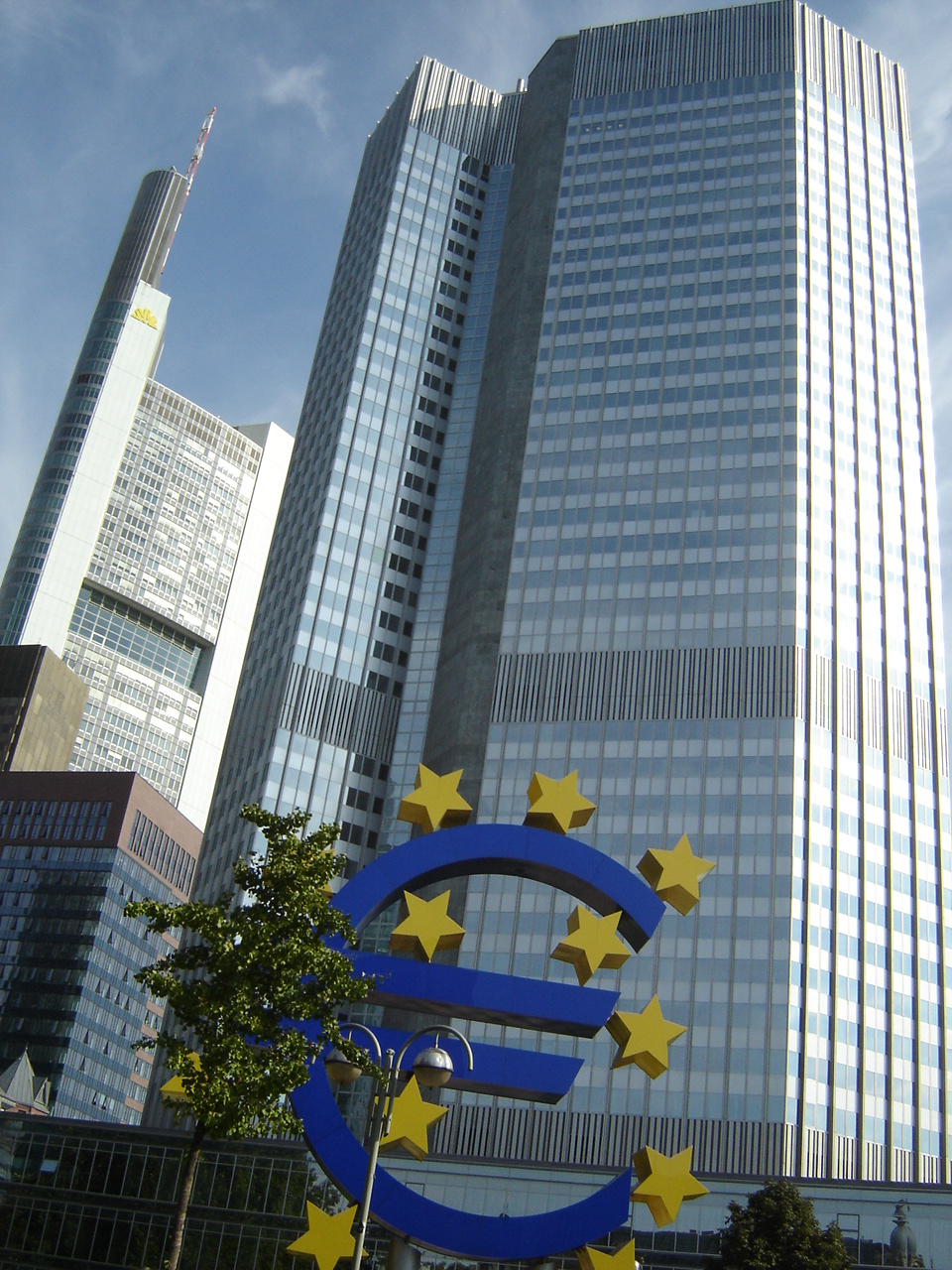
فرانكفورت

تنص الأسس الفكرية للاتحاد الأوروبي على دمج الدول الأوروبية سياسيا واقتصاديا وقد تجاهلت معاهدة باريس التي أبرمت في عام 1951. وكانت بلجيكا وألمانيا وفرنسا وهولندا ولوكسمبورغ وإيطاليا أعضاء مؤسسين للجماعة الأوروبية للفحم والصلب التي أسست بموجب هذه المعاهدة وبعد 6 اعوام، قد أبرموا معاهدة روما في 25 مارس عام 1957 وشكلوا الجماعة الأوروبية للطاقة الذرية والتي تسمى أيضا بيوراتوم. وفي ذلك الوقت تأسست أيضا المجموعة الاقتصادية الأوروبية بمقتضى هذه الاتفاقية، ودخلت معاهدة روما حيز التنفيذ في عام 1958 وكانت تفكر في التداول والبيع بحرية من خلال الاتحاد الجمركي سابقا بين الدول الأعضاء أي بدون دفع الرسوم الجمركية للسلع.
ودخلت انجلترا والدنمارك وايرلندا المجموعة كعضو كامل العضوية. وفي عام 1981 انضمت اليونان لتلك المجموعة وفي عام 1985 انضمت أيضا البرتغال وإسبانيا. وأبرموا اتفاقية شنغن حيث أنها تهدف لالغاء الرقابة على الحدود فيما بين الخمس دول الاعضاء في 14 يونيو عام 1985. كما تبع ذلك أهدافا مثل خلق سياسات مشتركة في العديد من المجالات الأخرى مثل الزراعة والنقل والمنافسة والتقارب في السياسات الاقتصادية وانشاء الاتحاد الاقتصادي والنقدي وخلق سياسة خارجية مشتركة وسياسة أمنية. وأبرمت معاهدة ماسترديخت في عام 1992 حيث أنها أنشئت الاتحاد الأوروبي الحالي.
وعندما حل القرن 21 , اكتسبت عملية اسهاب الاتحاد الأوروبي زخما مرة أخرى. وانضمت دول بالكتلة الشرقية للاتحاد في عام 2004 حيث حصل أغلبهم على استقلالهم بعد نهاية الحرب الباردة. وبعد ثلاث اعوام، انضمت بلغاريا ورومانيا للاتحاد.
وان الاتحاد الأوروبي في وقتنا الحاضر هو منظمة كبرى للتعاون الاقتصادي والسياسي حيث أنه يضم 27 دولة أوروبية. وفي تلك المرحلة، فان الدول المرشحة للانضمام هي كرواتيا ومقدونيا وتركيا. وان ألبانيا، والهرسك، والجبل الأسود، وصربيا، وكوسوفو، وايسلندا ما هم الا مرشحين رسميين. وان مفاوضات انضمام هذين الدولتين معلقة حاليا. ويرجع ذلك إلى رفض عضوية سويسرا في عام 1992 وعضوية النرويج فيما بين اعوام 1972 -1994 في الاستفتاءات . وان لدى أندورا، وليختنشتاين، وموناكو وسان ماريو والفاتيكان روابط صارمة للغاية مع الاتحاد الأوروبي، في حين أنهم من الممكن أن يصبحوا أعضاء في الاتحاد الا أن قضايا العضوية ليست على جدول الأعمال. وان تطوير علاقات أذربيجان وروسيا البيضاء وأرمينيا وجورجيا ومولدوفيا وروسيا وأوكرانيا يكون من خلال مؤتمرا. ولكن لم تكن مفاوضات العضوية على جدول الأعمال بعد.

## المصادر

صورة متحركة تصف توسع الاتحاد الأوروبي من عام 1957 وحتى عام 2014؟